# Habitat traditionnel de Provence
Il existe différentes formes d’habitat traditionnel en Provence.

## Habitat groupé

### Habitat perché
L'habitat perché est considéré comme typiquement provençal ; il est surtout typiquement méditerranéen. Ces villages édifiés sur leur « acropole rocheuse », qui ont gardé leur aspect médiéval, forment par l'orientation des façades de leurs maisons - vers la vallée ou la voie de communication - un véritable front de fortification. Les plus connus sont Séguret, Ménerbes, Gordes, Eygalières, Puget-Théniers, La Garde-Freinet, Tourrettes-sur-Loup, Cagnes, Gattières, etc.

Gordes, village perché face au Luberon, la vallée du Calavon et la Via Domitia

Fernand Benoit souligne leur origine quelquefois préhistorique en signalant que Cicéron, à propos des Ligures qui peuplaient la région, les dénomme castellani, c'est-à-dire habitants des castellas (Brutus, LXXIII, 256). La toponymie confirme puisque des villages perchés comme Oppède, Oppedette, Les Baux-de-Provence, Le Beaucet, Le Beausset, Carros, Carry et Caromb tirent leur nom de l'oppidum; du bau (falaise escarpée en provençal), ou du roc sur lequel ils étaient primitivement installés.
Ces villages perchés se trouvent essentiellement dans les zones collinaires dont le terroir est pauvre en alluvions et où l'eau est rare. Ce qui est le cas général en Provence sauf dans la basse vallée du Rhône et dans celle de la Durance, où les terres alluvionnaires abondent et surtout où l'eau est facilement accessible pour chaque propriété grâce à un puits creusé dans la cour de la maison.
De plus ce groupement en communauté refermée sur elle-même correspond à des régions de petites propriétés, où les seules terres fertiles se situent au fond de quelques vallons, et ce regroupement a facilité l'existence d'un artisanat rural indispensable aux villageois (charron, forgeron, etc.). A contrario, l'habitat dispersé implique de grands domaines qui tendent à vivre en autarcie. D'où la loi émise par Fernand Benoit « La misère groupe l'habitat, l'aisance le disperse ».

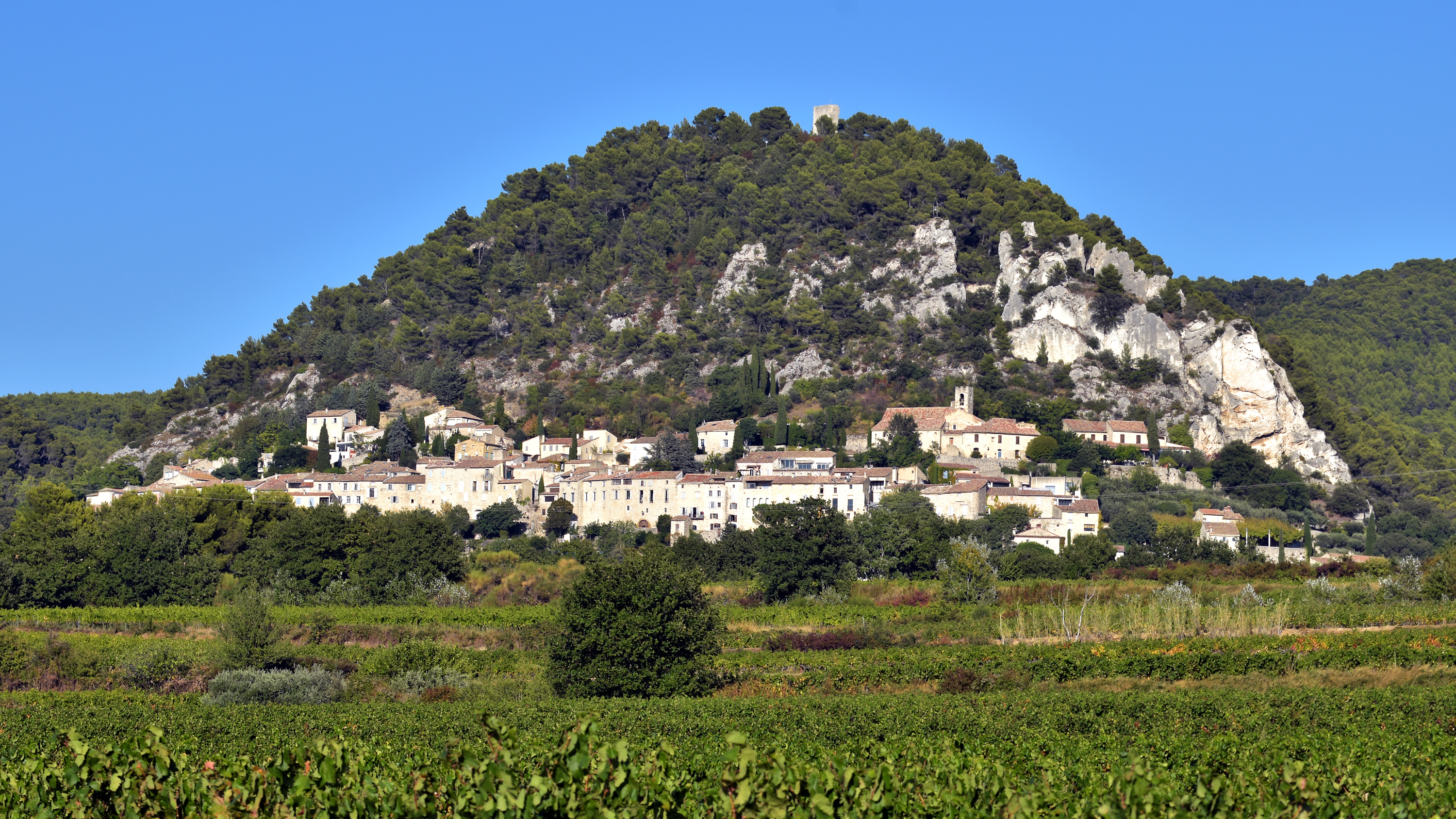
Séguret, la tour au sommet de la colline contrôlait les fortifications qui descendaient de chaque côté jusqu'au front des maisons
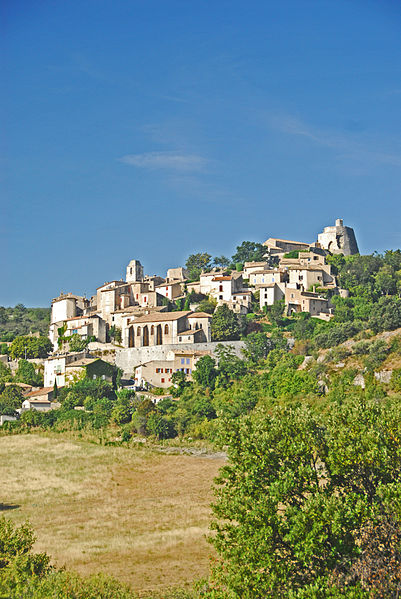
Autre village perché (Simiane-la-Rotonde)
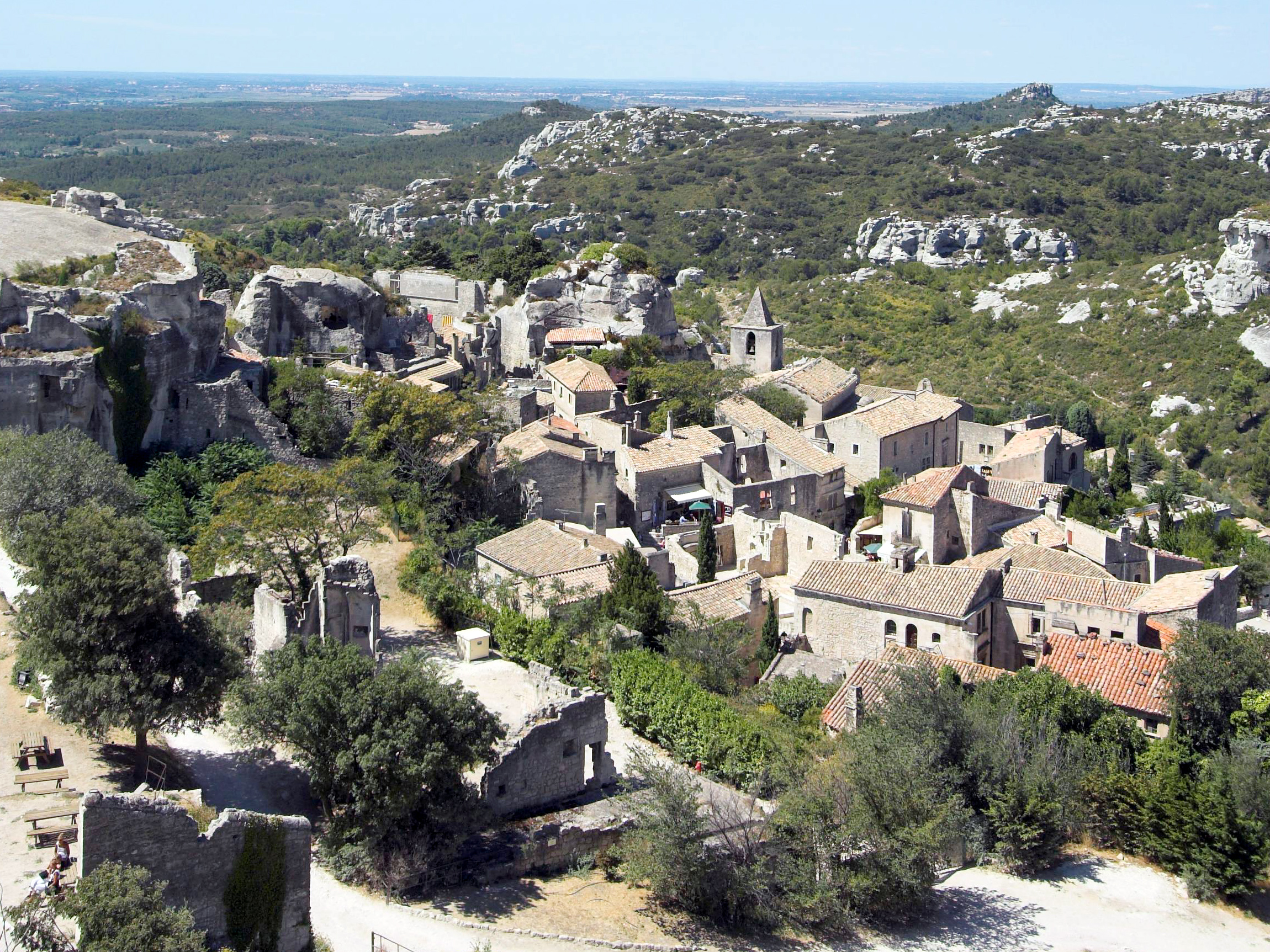
Les Baux-de-Provence
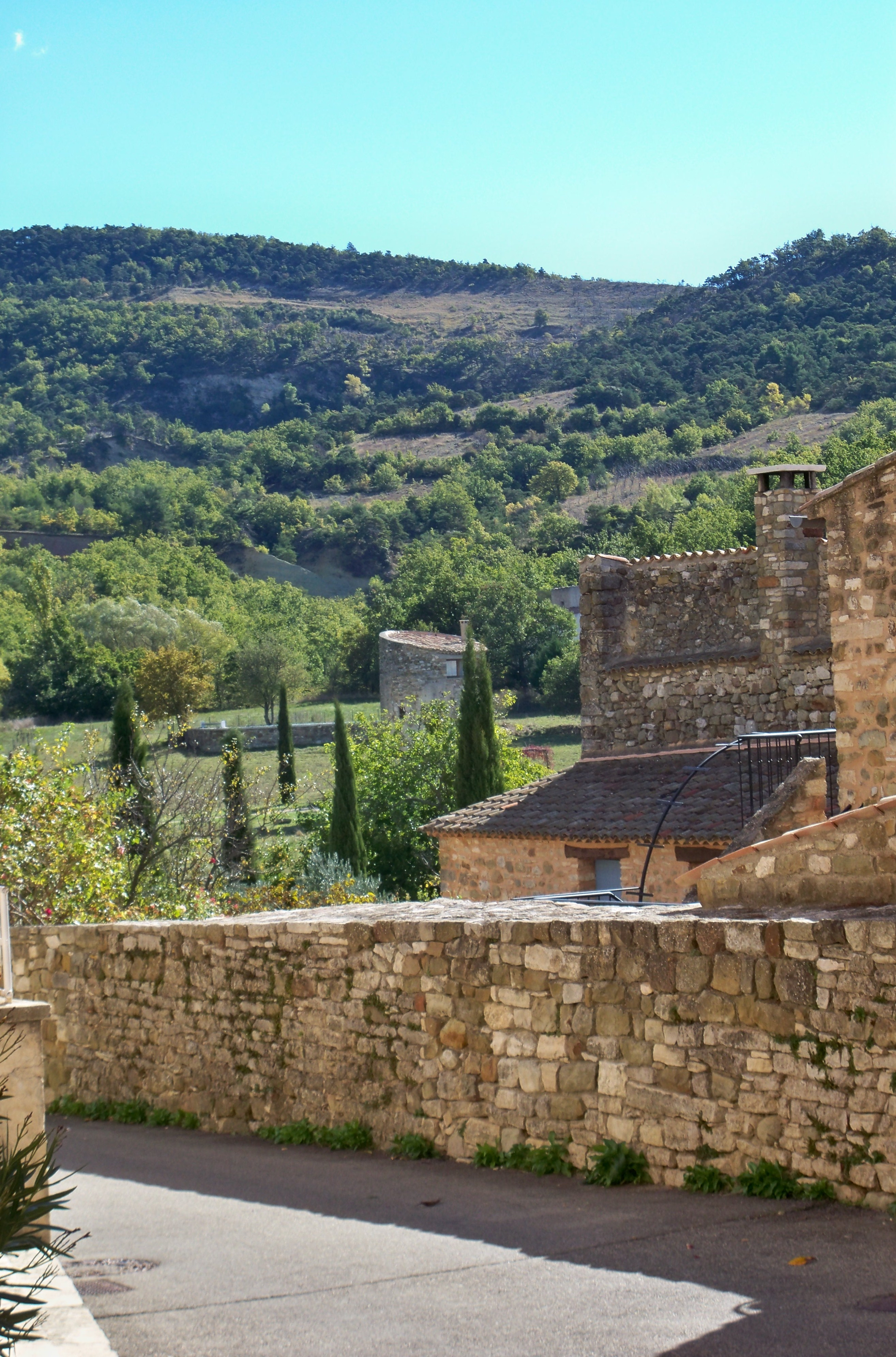
D'un de ses villages, vue sur un paysage du Vaucluse (Gignac)
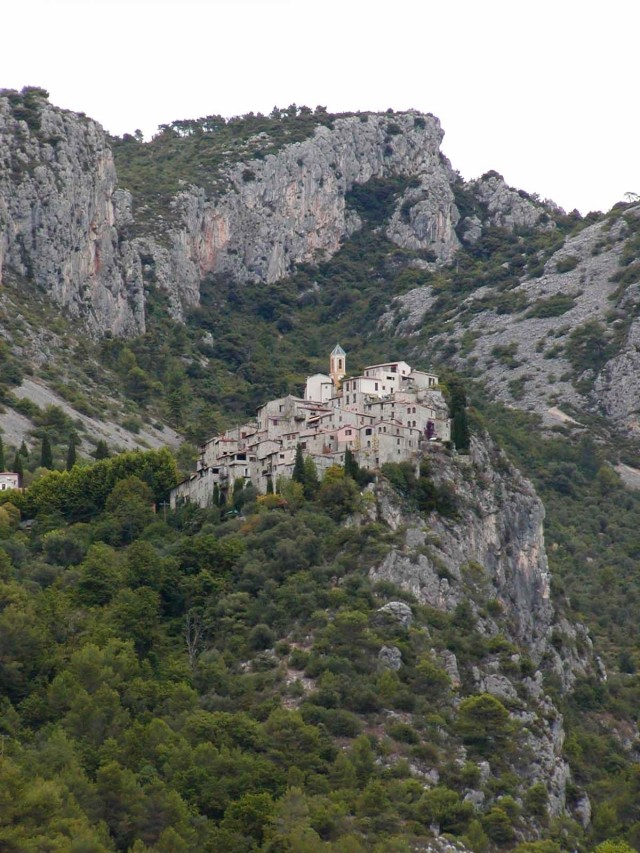
Exemple de village perché par excellence dans l'arrière-pays niçois (Peillon)

### Habitat troglodytique

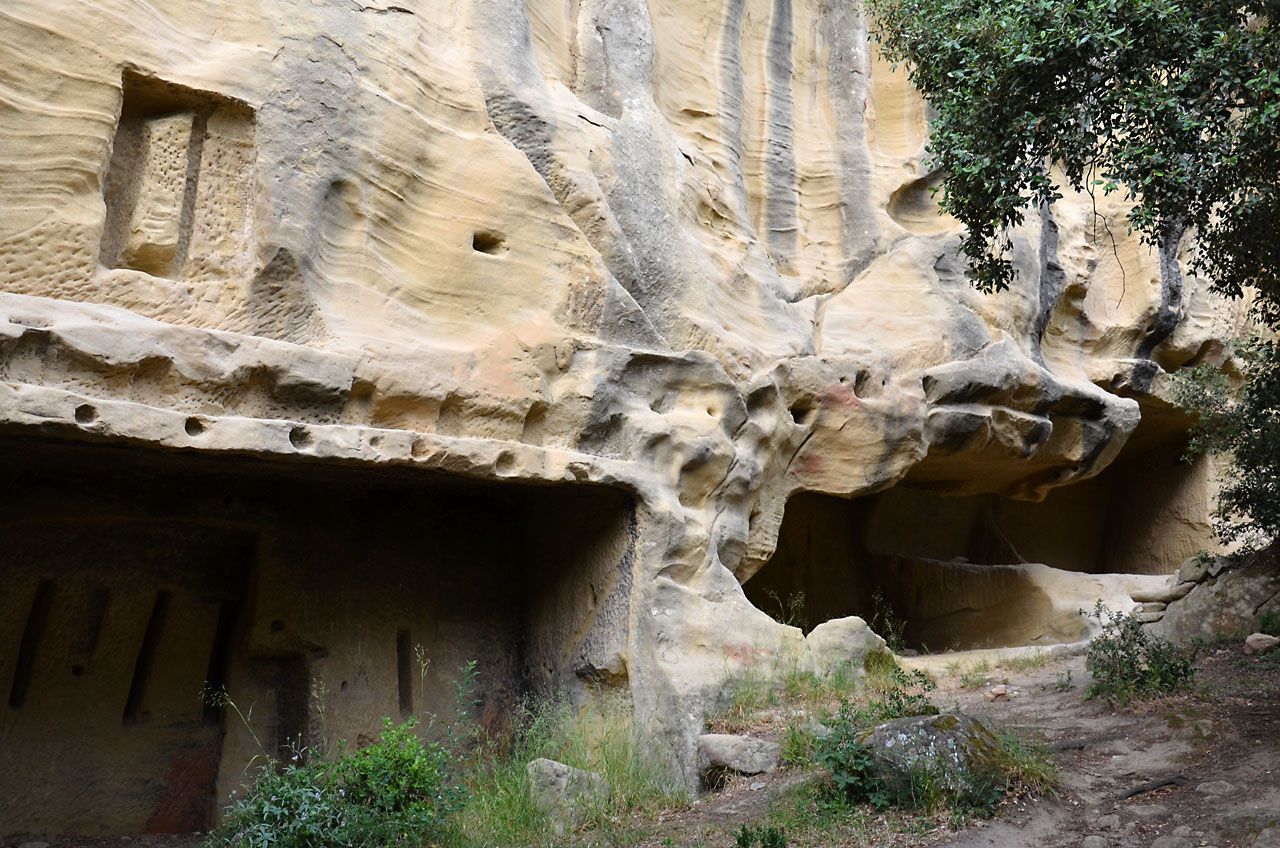
Habitats troglodytiques de Calès, à Lamanon

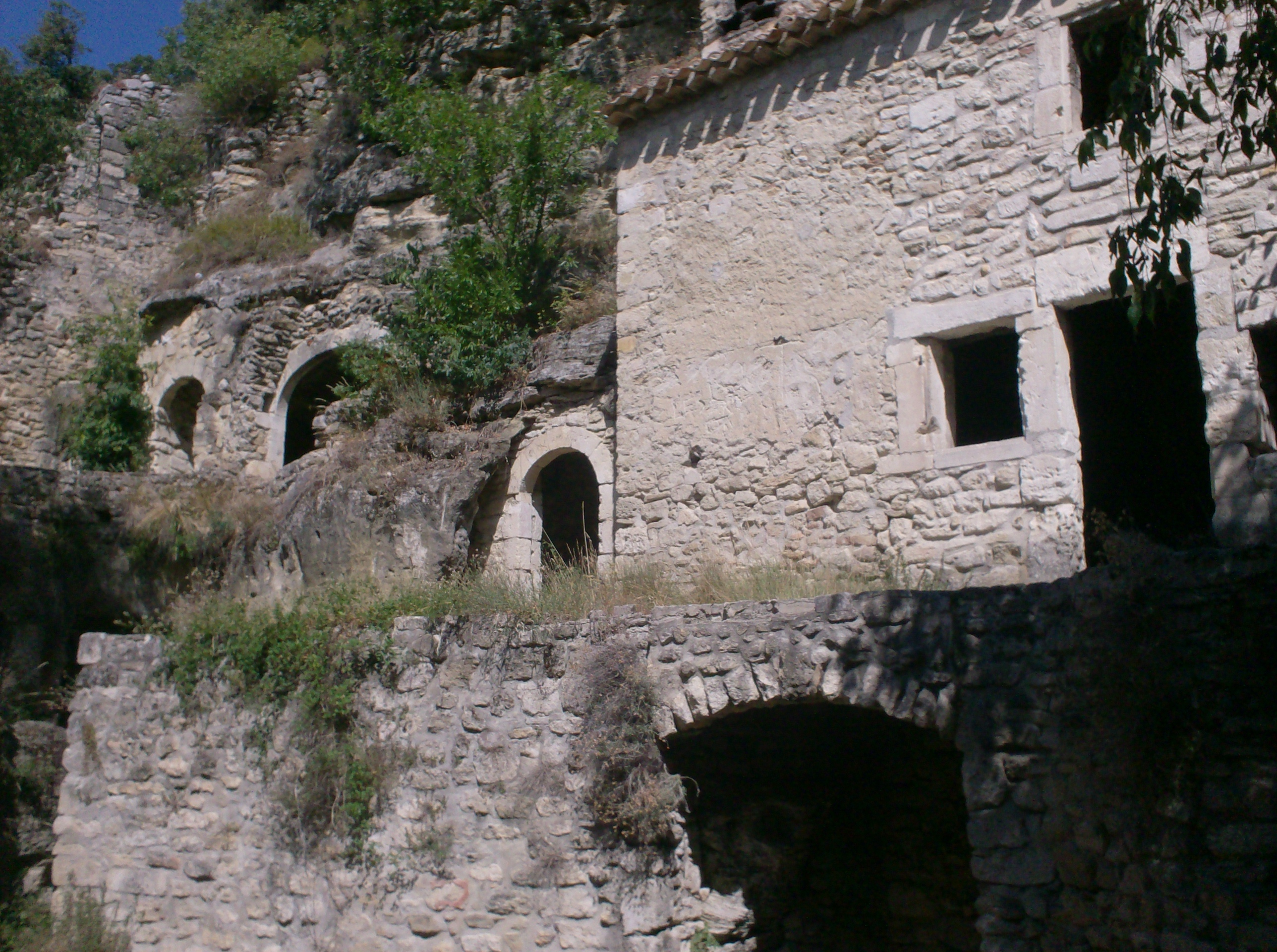
Village troglodytique de Barry à Bollène

La première étude sur l'habitat troglodytique en Provence a été menée, entre 1987 et 1988, à la demande du Ministère de la Culture, par Pierre-Yves Dautier, avec l'aide technique du Parc Naturel Régional du Luberon.
L'inventaire de ces différents sites lui a permis de distinguer deux types d'habitat. Le premier correspond au creusement par l'homme dans les safres du Miocène d'abris rupestres, à vocation d'habitat et à usage agricole. Les exemples les plus emblématiques sont ceux des grottes de Calès, à Lamanon, qui furent occupées de la préhistoire au XVe siècle, du Baou de Saint-Chamas, qui a été aménagé en 1615, des villages du Barry et de Chabrières, à Bollène. 

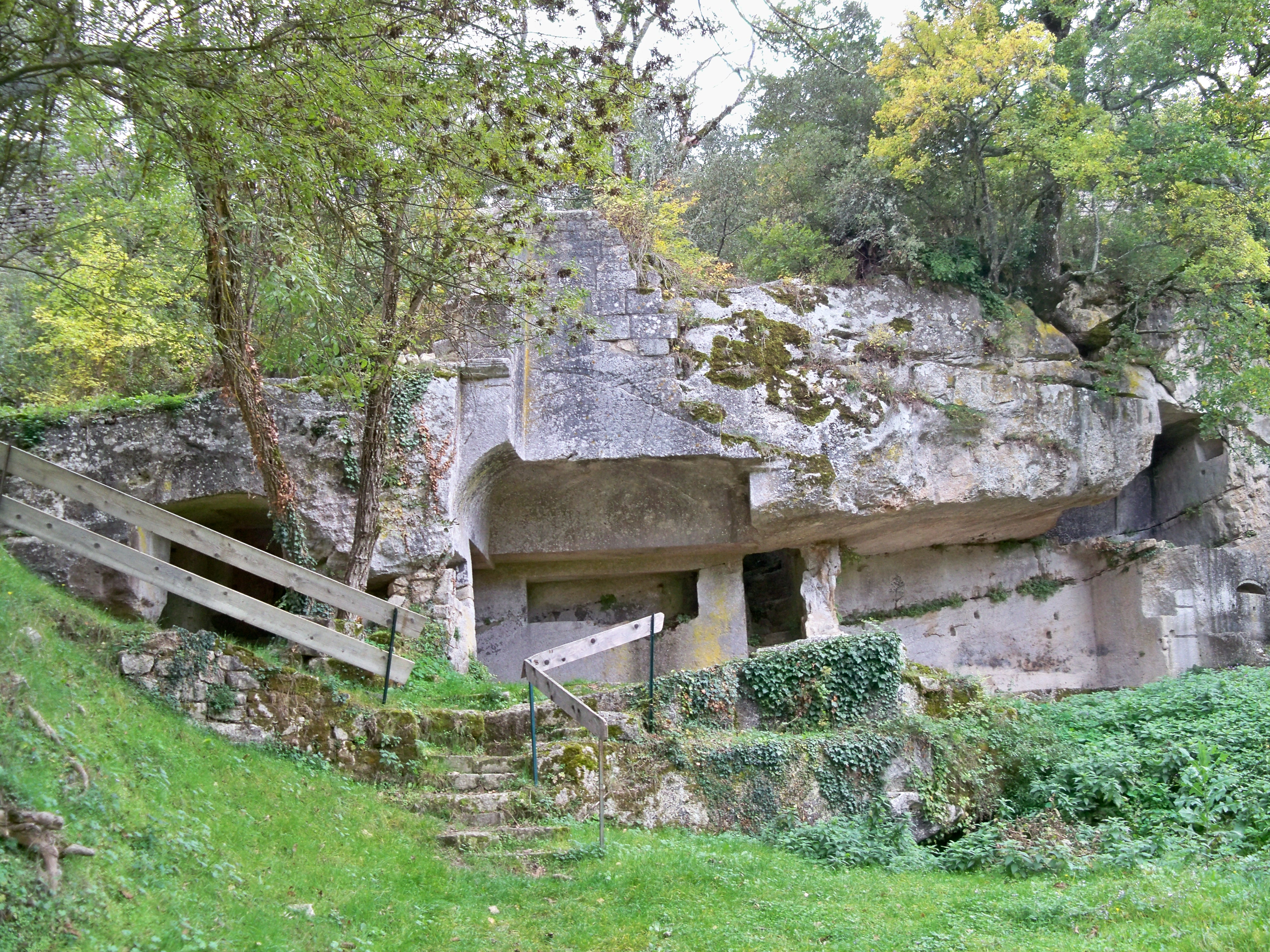
Aménagement troglodytique du prieuré de Carluc

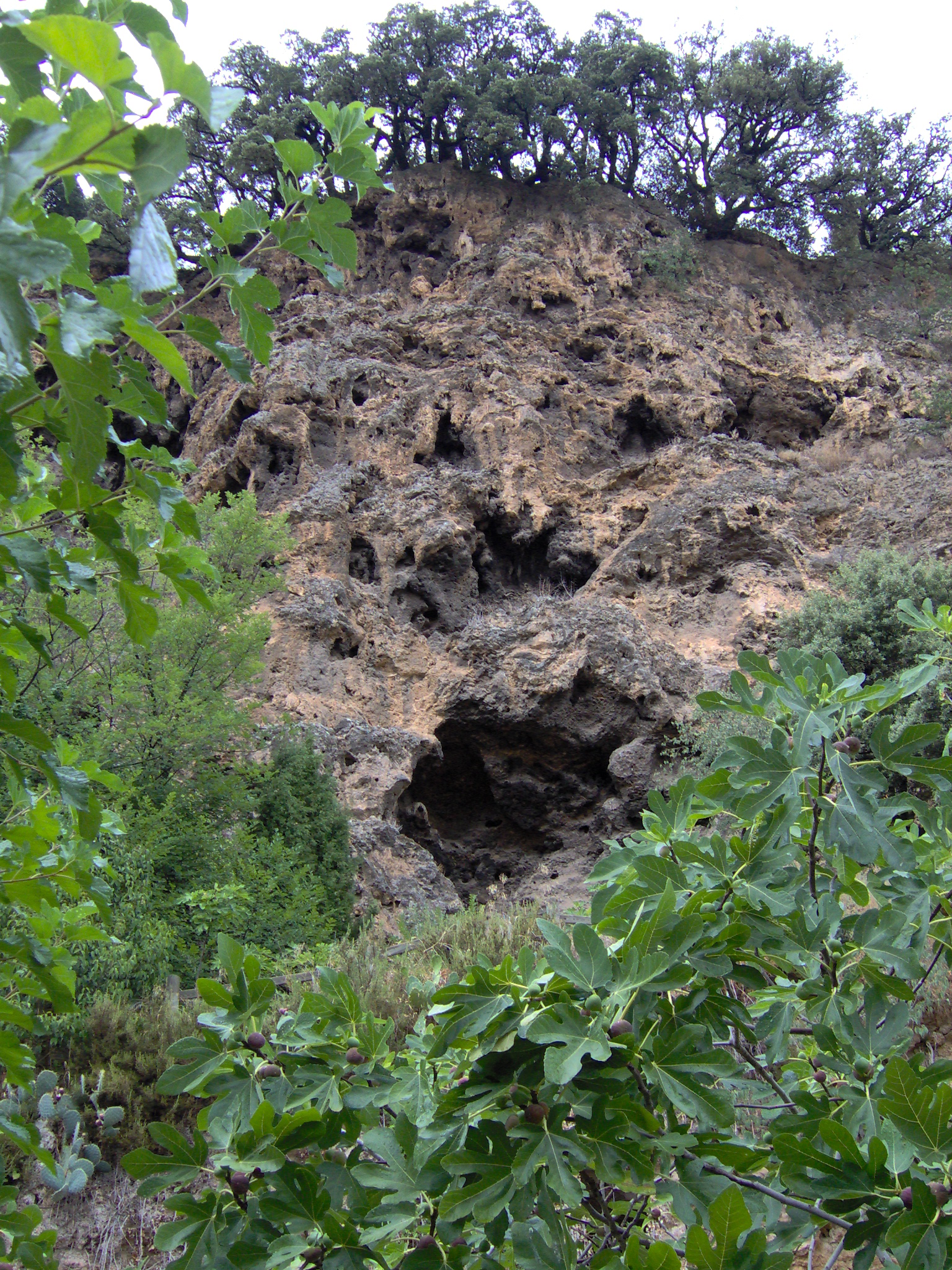
Le Rocher de Cotignac et ses habitations troglodytiques à flanc de falaise

Le second correspond à l'occupation de grottes naturelles creusées par l'érosion dans le calcaire urgonien et obturées en façade par des murs de pierres sèches. Cette utilisation, parfois pérenne, fut le plus souvent liée au pastoralisme et au besoin des bergers d'abriter leurs troupeaux. Dans le Vaucluse, cet habitat se retrouve essentiellement dans les combes des Monts de Vaucluse et du Luberon. Dans la Provence centrale et orientale, la mémoire collective se réapproprie la présence humaine dans des grottes à concrétions en attribuant leur occupation à des êtres mythologiques pour les grottes des Fées, suivi d'une sacralisation avec des Saintes Baumes, quand elle n'est pas attribuée, non sans un certain romantisme, à des bandits d'honneur comme Gaspard de Besse.
Dans les Alpes-de-Haute-Provence, ont été répertoriés quelques sites remarquables comme les ermitages de saint Maurin, à La Palud-sur-Verdon et de saint Pons, à Valbelle, la Grotte des brigands, à Quinson, le prieuré de Carluc, à Céreste, et les deux cabanons de Lurs, dans le pays de Forcalquier.
Pour les Bouches-du-Rhône, outre les deux sites précités de Calès et de Saint-Chamas, sont à retenir les habitats du plateau de Sainte-Croix, au-dessus de Salon-de-Provence, ceux de Manivert, près de Lambesc, le Castellas d'Aurons et les ermitages des Aygalades, au nord de Marseille. Aux Baux-de-Provence, outre l'habitat, s'y ajoutent deux autres aménagements rupestres, avec un pigeonnier troglodytique et un plan dallé rainuré pour recueillir les eaux de pluie. 

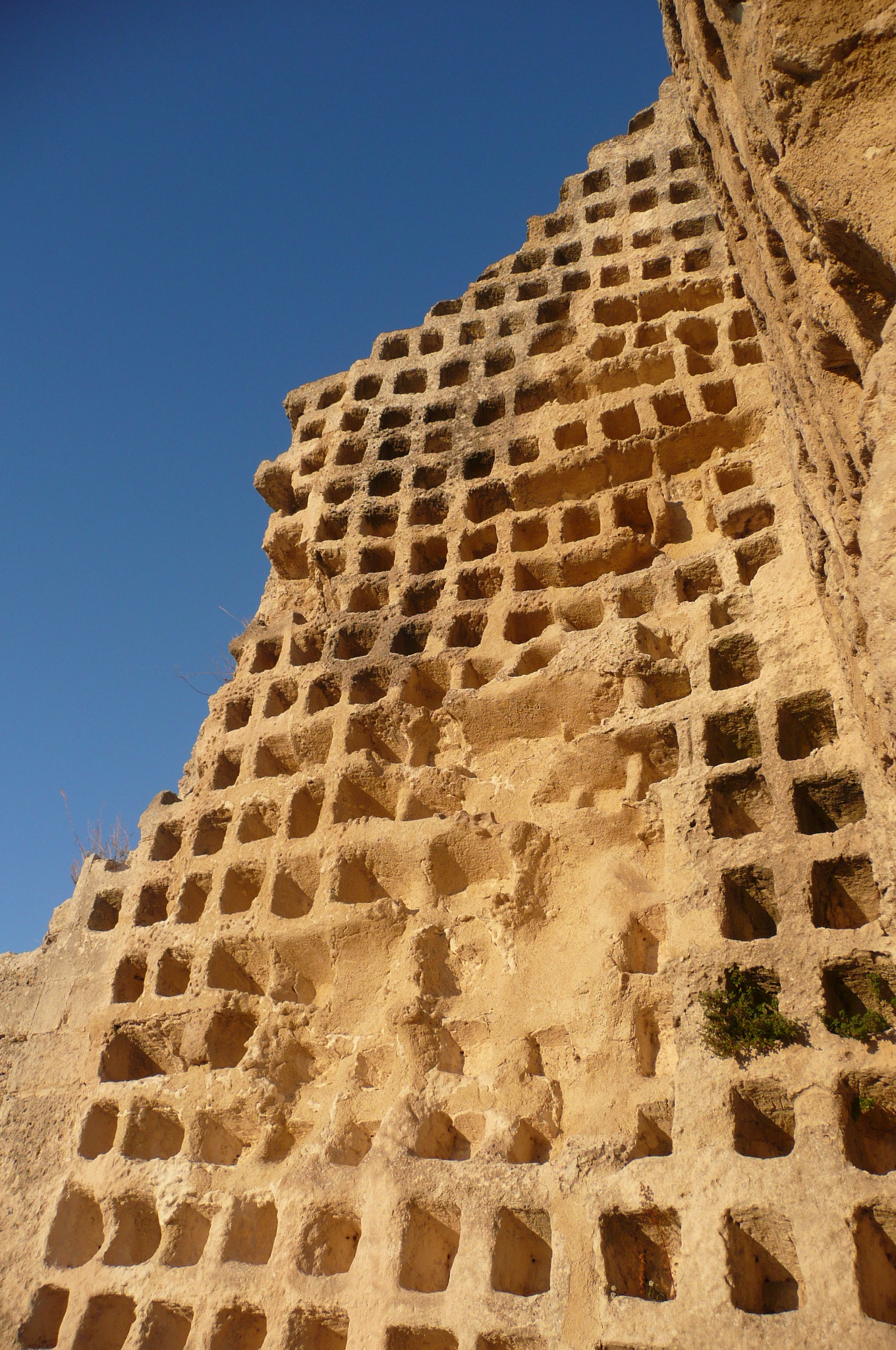
Pigeonnier troglodytique
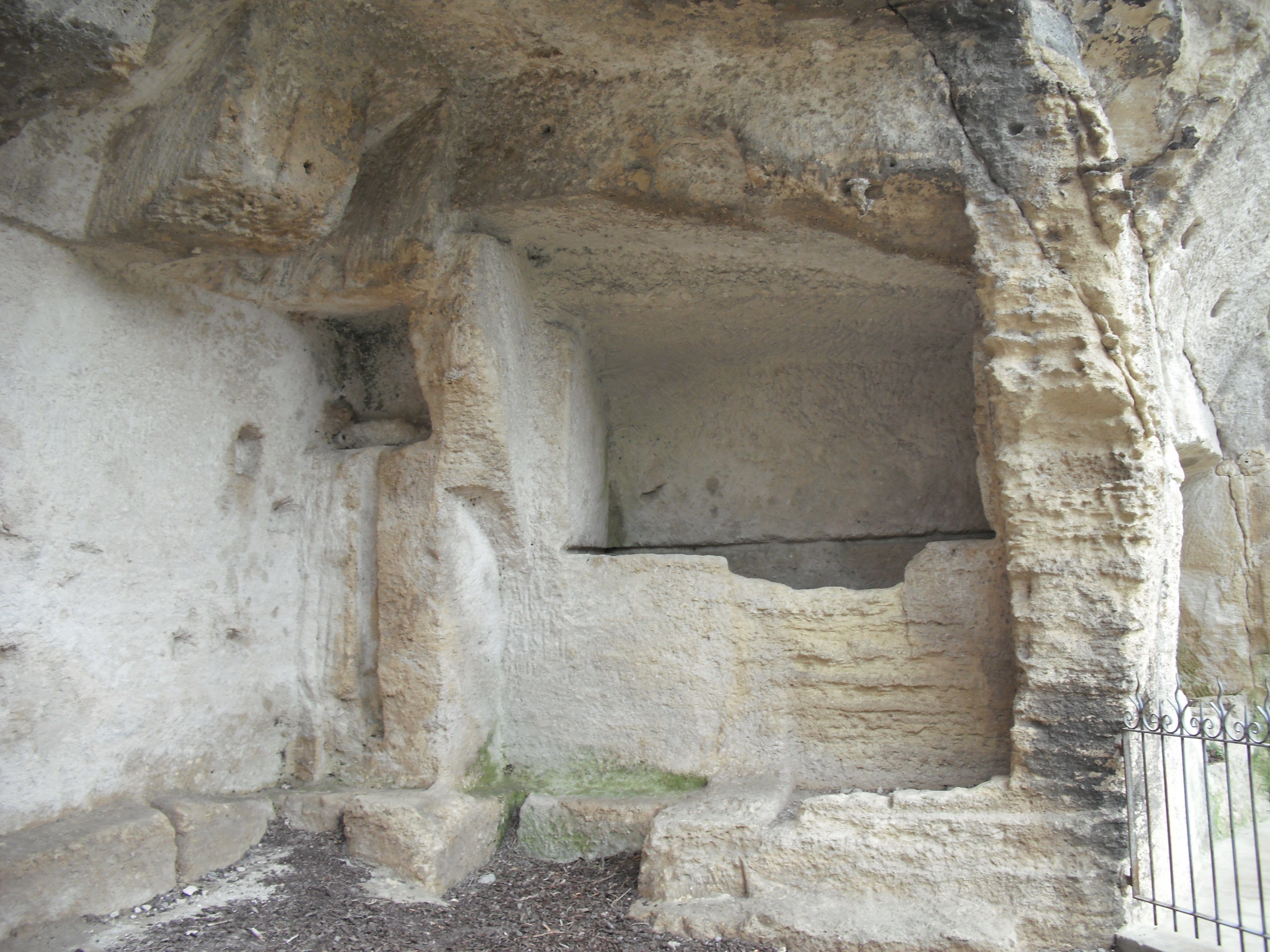
Habitat troglodytique dans le village des Baux
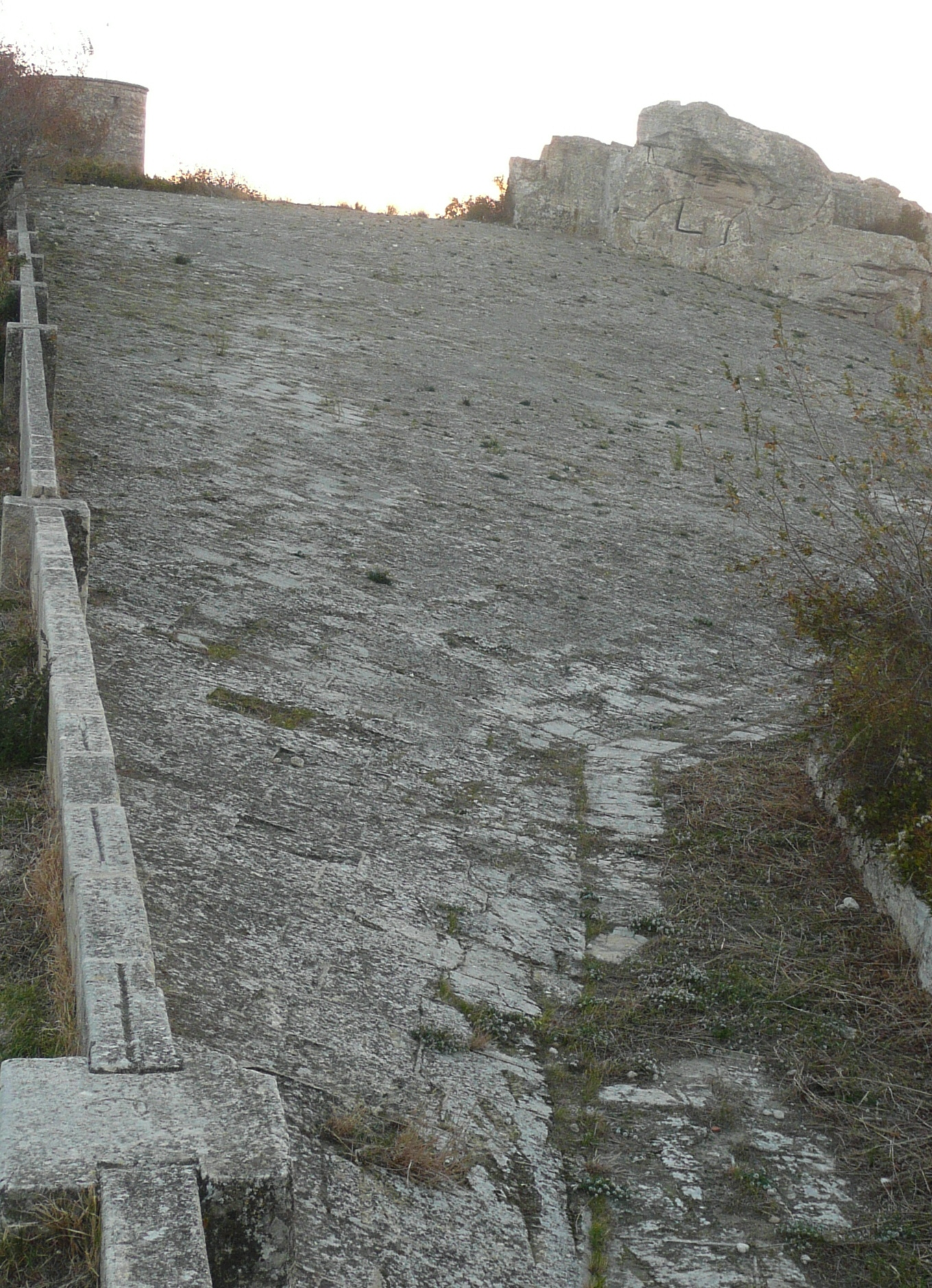
Dalle rainurée pour recueillir l'eau de pluie

Dans le Var, sont à signaler deux Saintes-Beaumes, celle du Plan-d'Aups et celle de Saint-Raphaël, la Maison des Fées à Cabasse, LeVieux Moulin à Trans-en-Provence et le Nymphée du couvent des carmes à Barjols. 
Pour le Vaucluse, où les sites sont à la fois plus concentrés, plus  nombreux et plus diversifiés, il y a Bollène, déjà signalé, avec ses deux  hameaux troglodytiques, des anciens villages médiévaux. Dans le premier, à Chabrières, où l'habitat est totalement ruiné à la suite d'effondrements, l'aménagement avait été fait en creusant la safre dit de Saint-Restitut, au pied ducastrum. Le second, Barry, fut habité jusqu'au XVIIIe siècle. Ses façades, en pierre sèche, protègent un aménagement complet entièrement creusé dans le roc (cuisine, cheminée, pile d'évier, potager pour réchauffer les aliments, alcôves, étable, écurie, bergerie, cellier, citerne, etc.). 

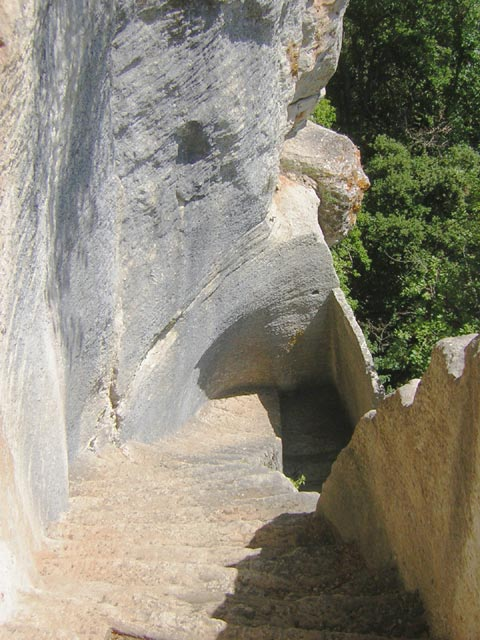
Escalier dérobé creusé dans le roc au fort de Buoux

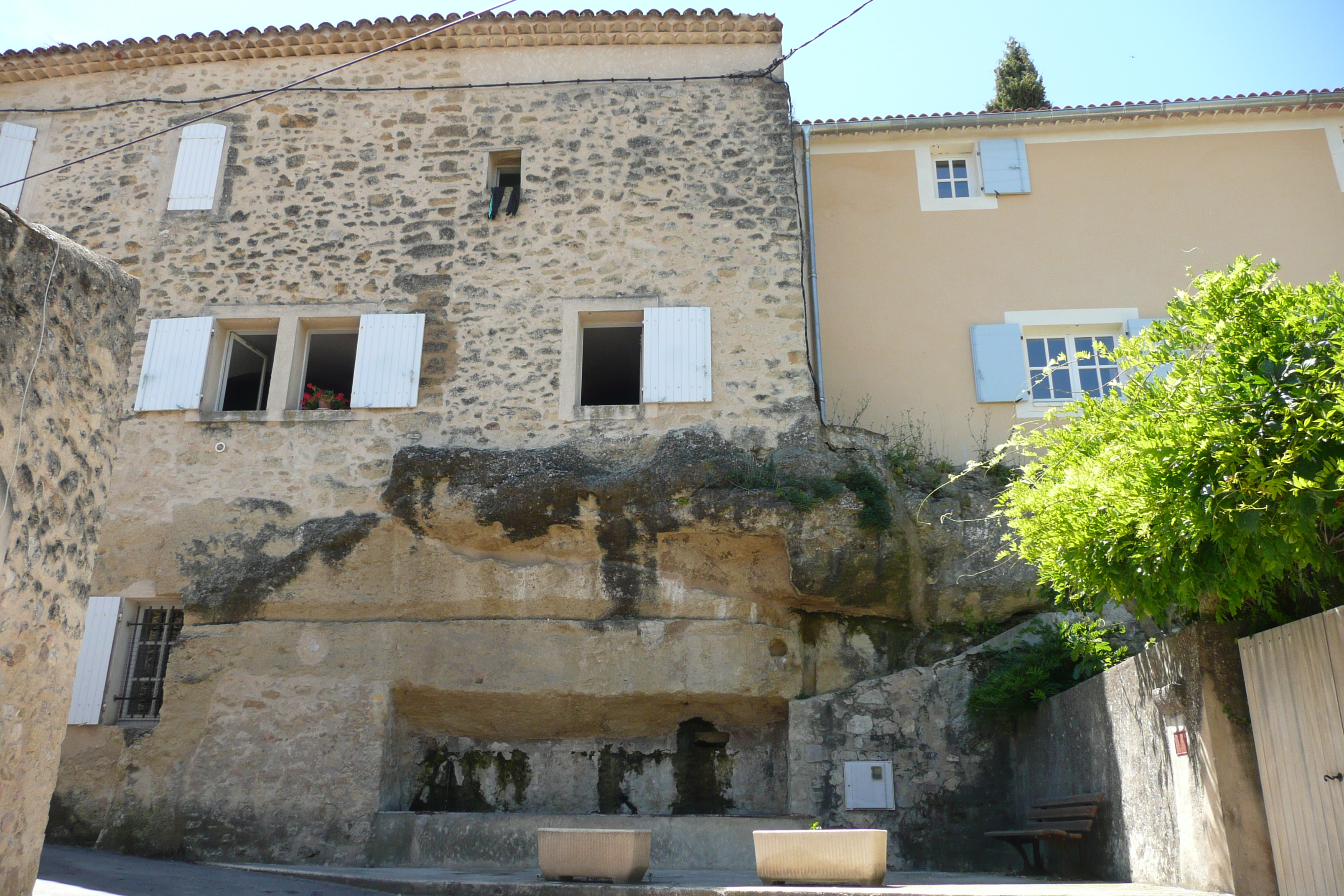
Lavoir rupestre à Cabrières-d'Aigues

Vient ensuite la basse vallée de la Durance où, dans les falaises du piémont sud du Luberon, se trouvent les sites du Jas de Puyvert, et de Cabrières-d'Aigues avec son aiguier et son lavoir. Au cœur du massif du Luberon, la vallée de l'Aigue Brun se trouvent la falaise du Moulin-Clos où ont été aménagées, dès le Ve siècle, des cellules d'ermites pour les moines cassianistes de Saint-Victor de Marseille et le fort de Buoux dont une partie est entièrement creusée dans la roche, les bastides de Beaumes et de Chantebelle ainsi que le hameau des Aiguiers à Sivergues. Dans la vallée du Calavon, on note les trois châteaux du pays d'Apt dont une grande partie de l'infrastructure est troglodytique. Il s'agit du Château de Milles, du Château de Roquefure et du Rocher des Druides qui, en dépit de son nom, est un fort médiéval aménagé pour accueillir hommes de troupes, cavaliers et montures.
Les monts de Vaucluse se distinguent par leur richesse avec le vallon de la Tapy et sa baume de Marcousy (habitat et cuve vinaire rupestre) à Saumane, le ravin de Fraischamp, entre Le Beaucet et La Roque-sur-Pernes, où une bergerie troglodytique est toujours en activité, Blauvac et son hameau du Bouquet, qui posséda une école publique jusqu'à la Première Guerre mondiale. Aussi riches sont Venasque et son site de Caroufa, ainsi que la vallée de la Sénancole à Gordes, où habitat rupestre, jas et moulin à huile troglodytiques, côtoient des aiguiers et des cuves vinaires rupestres abritées sous des bories. Enfin, entrent dans un même cadre, pour leur aménagement identique dans des abris sous roche, en dépit de leur éloignement, les bergeries des combes de Bonnieux et du vallon des Baumians à Cabrières-d'Aigues, ainsi que celle de la Coste-Brune à Villars.

### Maison en hauteur

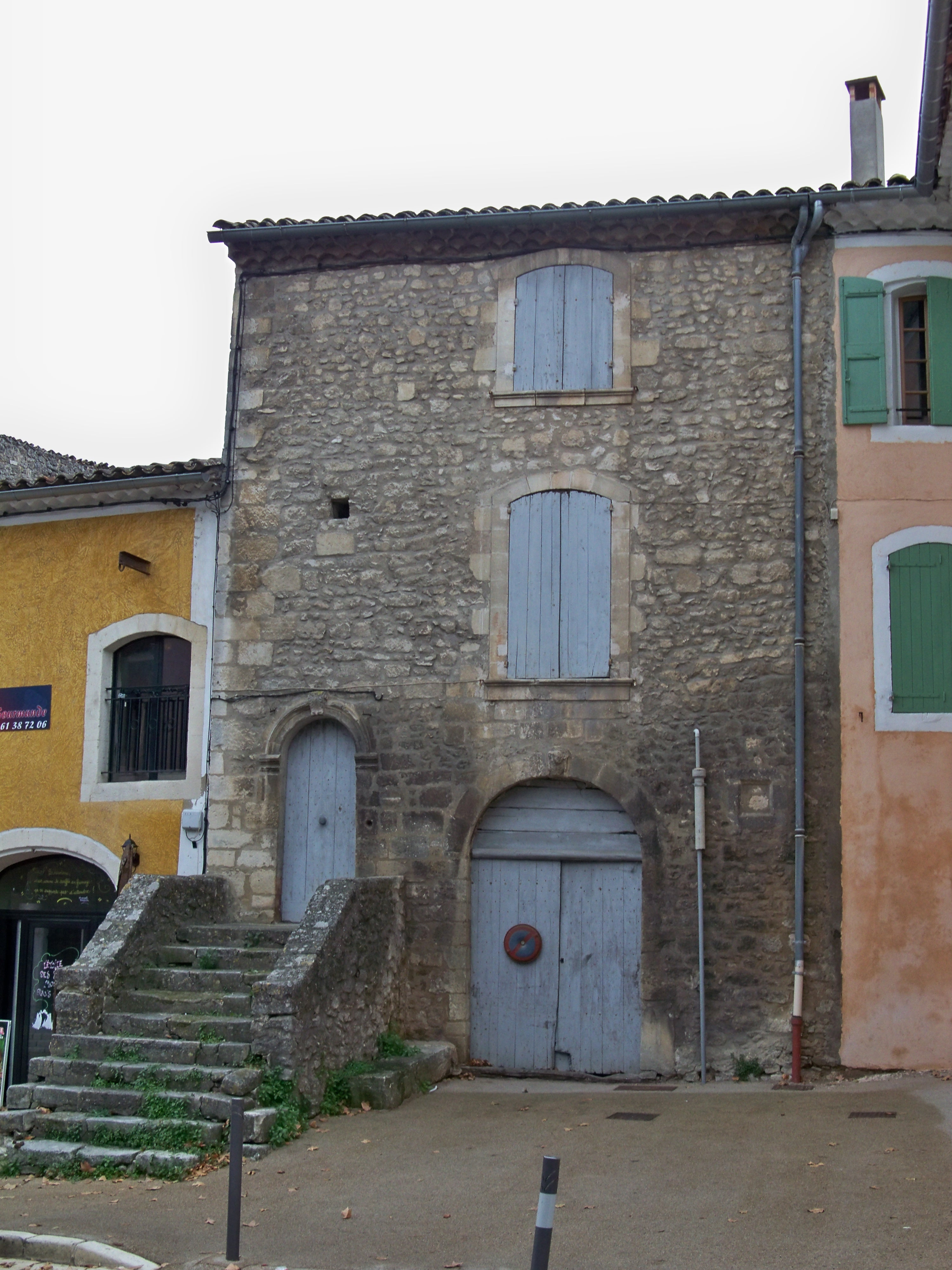
Dans la Grand-Rue de Céreste, vieille demeure à façade du XVI avec son pontin

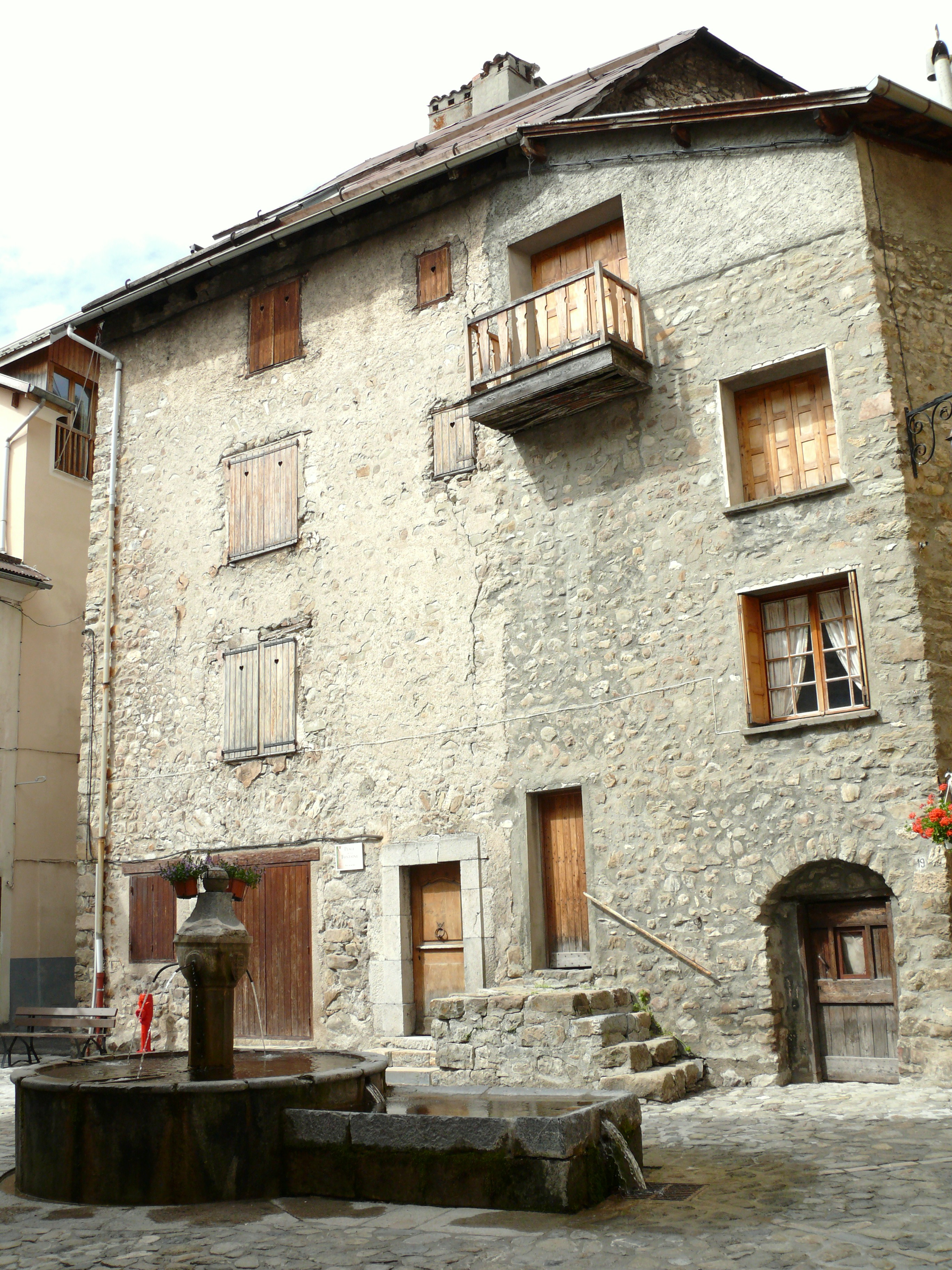
À Colmars, à droite, maison en hauteur avec ses deux entrées distinctes et son balcon, à gauche, l'étable du rez-de-chaussée a été transformée en garage

Fernand Benoit explique que « son originalité consiste à placer les bêtes en bas, les hommes au-dessus ». Effectivement ce type d'habitation, qui se retrouve essentiellement dans un village, superpose sous un même toit, suivant une tradition méditerranéenne, le logement des humains à celui des bêtes. La maison en hauteur se subdivise en une étable-remise au rez-de-chaussée, un logement sur un ou deux étages, un grenier dans les combles. Elle était le type de maison réservée aux paysans villageois qui n'avaient que peu de bétail à loger, étant impossible dans un local aussi exigu de faire tenir des chevaux et un attelage.
Elle se retrouve aujourd'hui dans nombre de massifs montagneux de la Provence occidentale, dont les vallées alpines de la Bléone et du Haut Verdon, dans la montagne de Lure où elle est courante à Banon, Cruis, Saint-Étienne-les-Orgues et Sigonce.

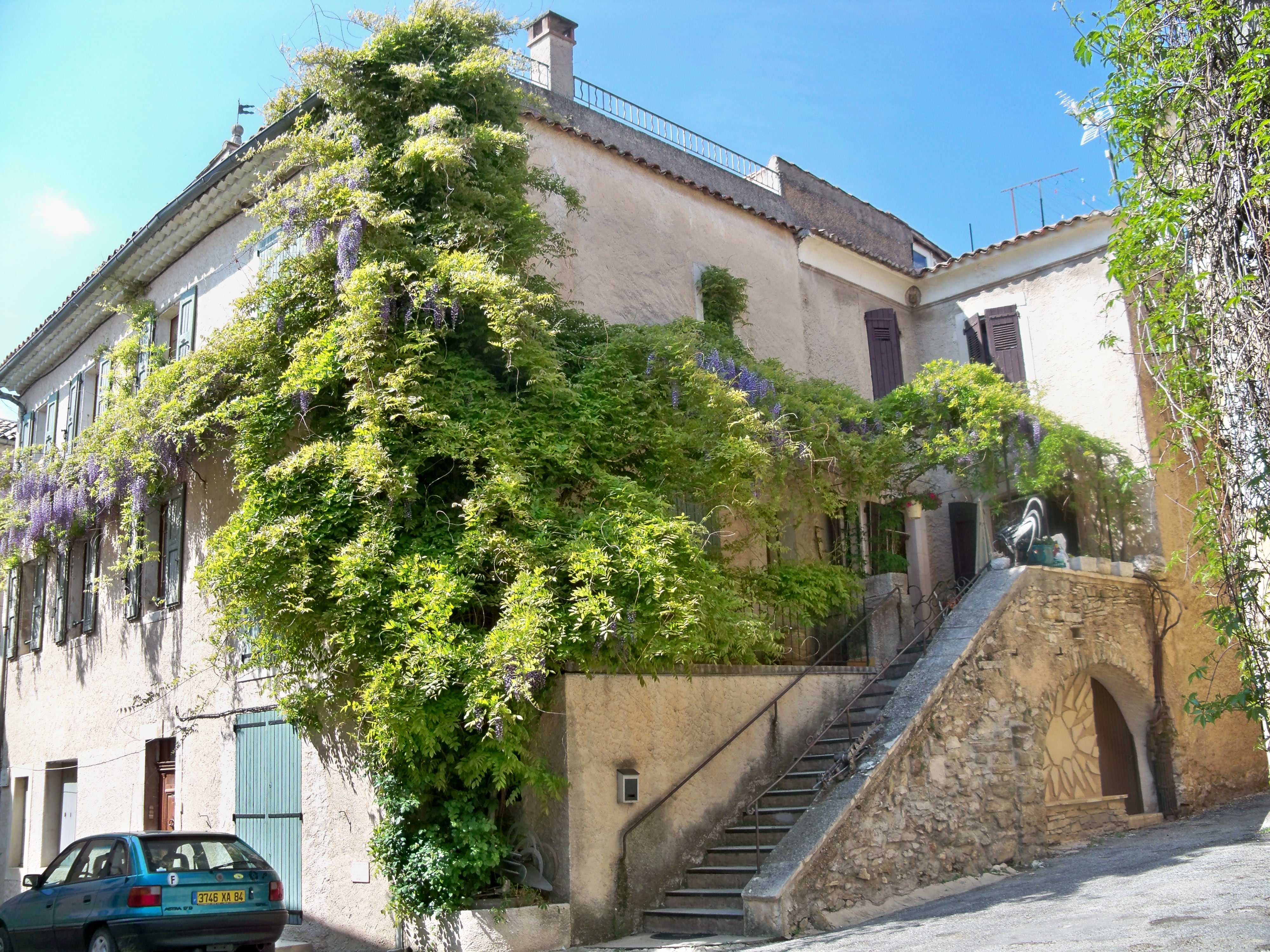
Maison en hauteur de Saint-Étienne-les-Orgues qui possède un pontin, sur la droite l'ancienne entrée du bétail a été transformée en magasin (structure médiévale typique), le bétail entrait par le portail de gauche (ouvrant actuellement sur un garage), la fenêtre du grenier par où était hissé le fourrage se devine sous les frondaisons, enfin au sommet de la maison la terrasse suggère qu'il y avait là soit un trihard, soit un souleriè

Ces maisons datent pour la plupart du XVIe siècle, période où les guerres de religion imposèrent de se retrancher derrière les fortifications du village. Celles-ci finies, il y eut un mouvement de sortie pour établir dans la périphérie de l'agglomération des « maisons à terre », plus aptes à recevoir des bâtiments annexes.
En effet, ce type d'habitation, regroupant gens et bêtes dans un village, ne pouvait que rester figé, toute extension lui étant interdite sauf en hauteur. Leur architecture est donc caractéristique : une façade étroite à une ou deux fenêtres, et une élévation ne pouvant dépasser quatre à cinq étages, grenier compris avec sa poulie extérieure pour hisser le fourrage. Actuellement, les seules transformations possibles - ces maisons ayant perdu leur statut agricole - sont d'installer un garage au rez-de-chaussée et de créer de nouvelles chambres au grenier. Pour celles qui ont été restaurées avec goût, on accède toujours à l'étage d'habitation par un escalier accolé à la façade (pontin).
La présence de terrasse ou balcon était une constante. La terrasse servait, en priorité, au séchage des fruits et légumes suspendus à un fil de fer. Elle était appelée trihard quand elle accueillait une treille qui recouvrait une pergola rustique. Quand elle formait loggia, des colonnettes soutenant un auvent recouvert de tuiles, elle était nommée galarié ou souleriè.

## Habitat dispersé

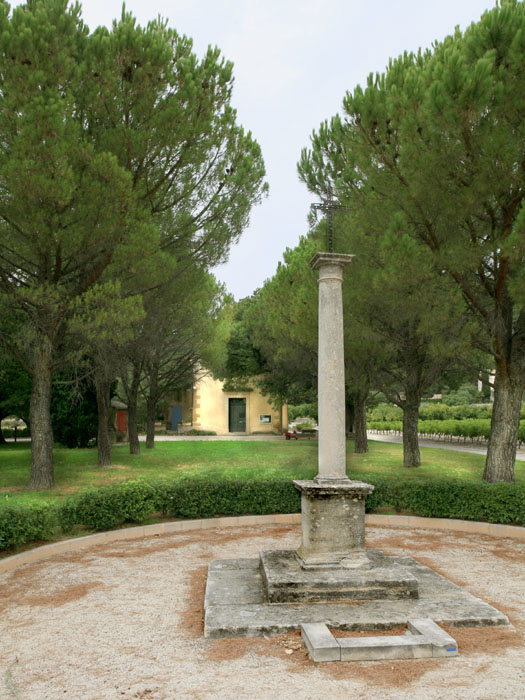
À Saint-Hippolyte-le-Graveyron, où n'existe aucun village, colonne marquant le centre de cette commune à habitat dispersé

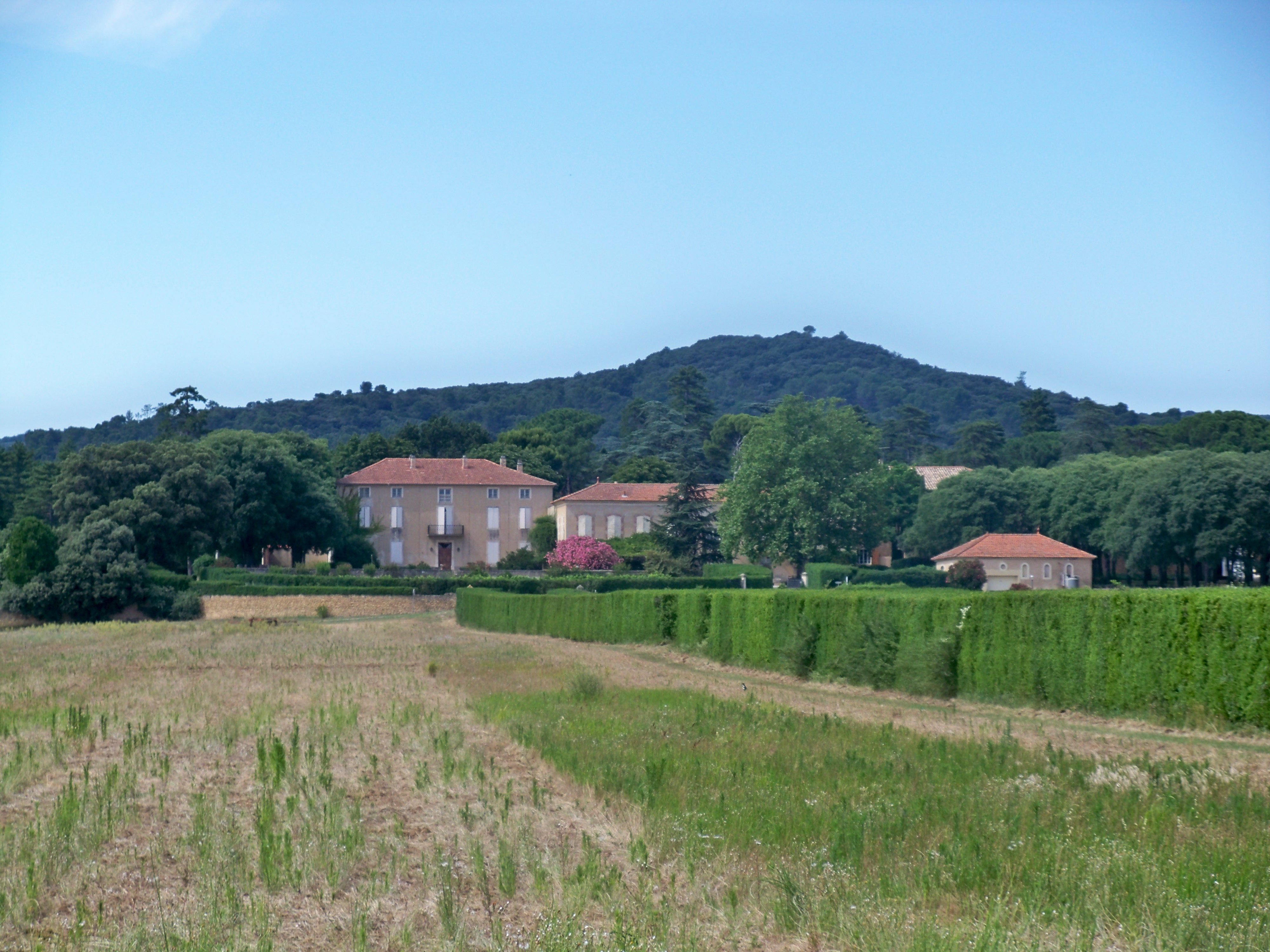
Grande propriété à Uchaux, pratiquant la polyculture

L'habitat dispersé se trouve essentiellement dans les terres fertiles des vallées du Rhône et de la Durance. Il correspond donc à la plaine d'Arles, y inclus la Camargue, avec de grands domaines aux terres d'un seul tenant, spécialisés dans la culture des céréales et dans l'élevage avec de vastes pâturages. Autres lieux, la plaine maraîchère du Comtat Venaissin et la région de Barcelonnette où l'eau est abondante dans la vallée et alimente de nombreux pâturages.
Dans la région d'Arles, ces habitations portent le nom de mas, mot issu du latin mansus qui désignait un fonds cultivé par une famille. Il est à souligner que ce toponyme est également utilisé sur la rive droite du Rhône, dans les départements du Gard ainsi que dans la partie orientale de l'Hérault. Un mas regroupe la maison de maître plus celles de ses fermiers. Dans la Crau, il est entouré de grandes friches herbeuses, le coussou, où paissent les troupeaux de moutons pendant l'hiver.
Des noms différents désignent ce type d'habitat dans le reste de la Provence. dans un vaste secteur géographique allant d'Aix-en-Provence à Grasse, limité au nord par la Durance et au Sud par la côte méditerranéenne, il est appelé bastide. D'une façon générale cet habitat date du XVIIe siècle. Le Comtat Venaissin emploie le mot grange, qui est courant dans le Dauphiné voisin. Une plus petite exploitation agricole se voit attribuer le qualificatif provençal de granjoun (petite grange). 
Fernand Benoit souligne que cet habitat a traversé les millénaire puisqu'il était identique à l'époque de la colonisation romaine : « Les grands mas du delta occupent l'emplacement des villæ échelonnées le long des anciens bras du Rhône aujourd'hui colmatés ». Après avoir indiqué qu'il existe une adéquation parfaite entre le port du costume d'Arles pour les femmes et cette zone géographique du delta du Rhône qui remonte jusqu'à Avignon, il précise que depuis le milieu du XXe siècle, la substitution de la monoculture à la polyculture a modifié complètement l'habitat dans son rôle agricole et social. Mais celui-ci reste, le plus généralement, dans le cadre de ce qu'il dénomme l'habitat-bloc, c'est-à-dire une maison dans laquelle le logis d'habitation et ses dépendances agricoles restent groupées sous un même toit.
Il s'oppose, par le fait même, à la « maison à cour », type d'habitation très rare en Provence, où les différents bâtiments s'ordonnent autour d'une grande cour fermée ou ouverte en façade.

### Maison à terre

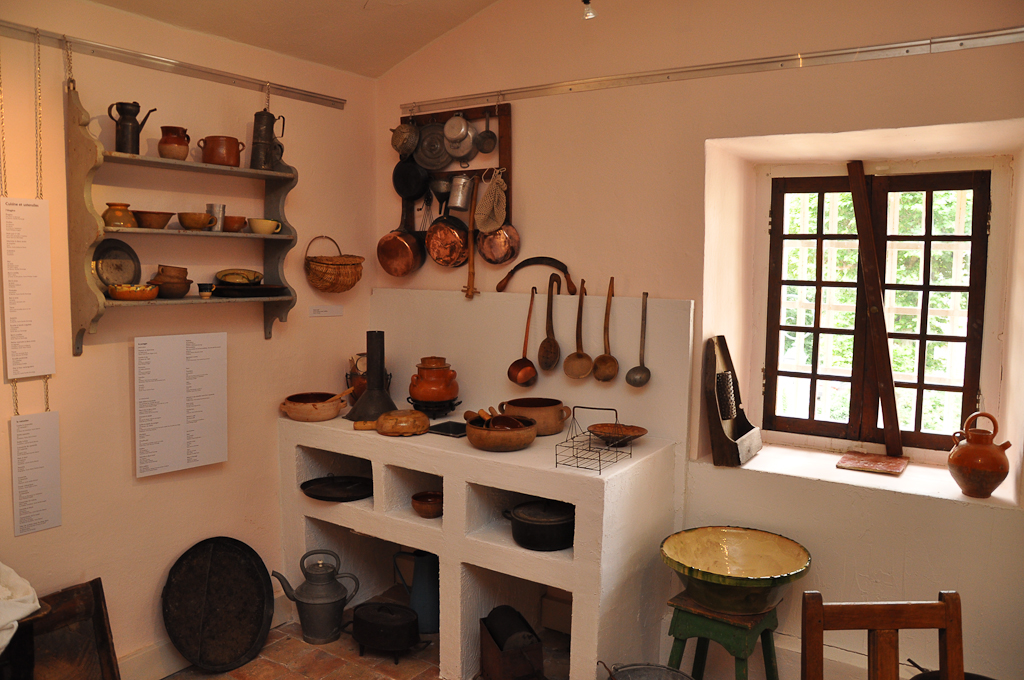
Intérieur d'une cuisine ancienne en Haute-Provence

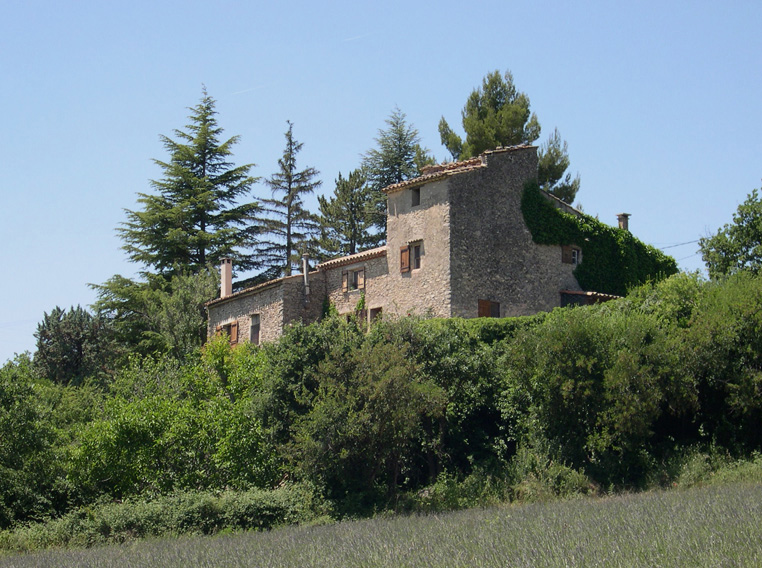
À proximité de Viens, mas de la fin du XVIIIe siècle et son pigeonnier, exemple classique de maison à terre

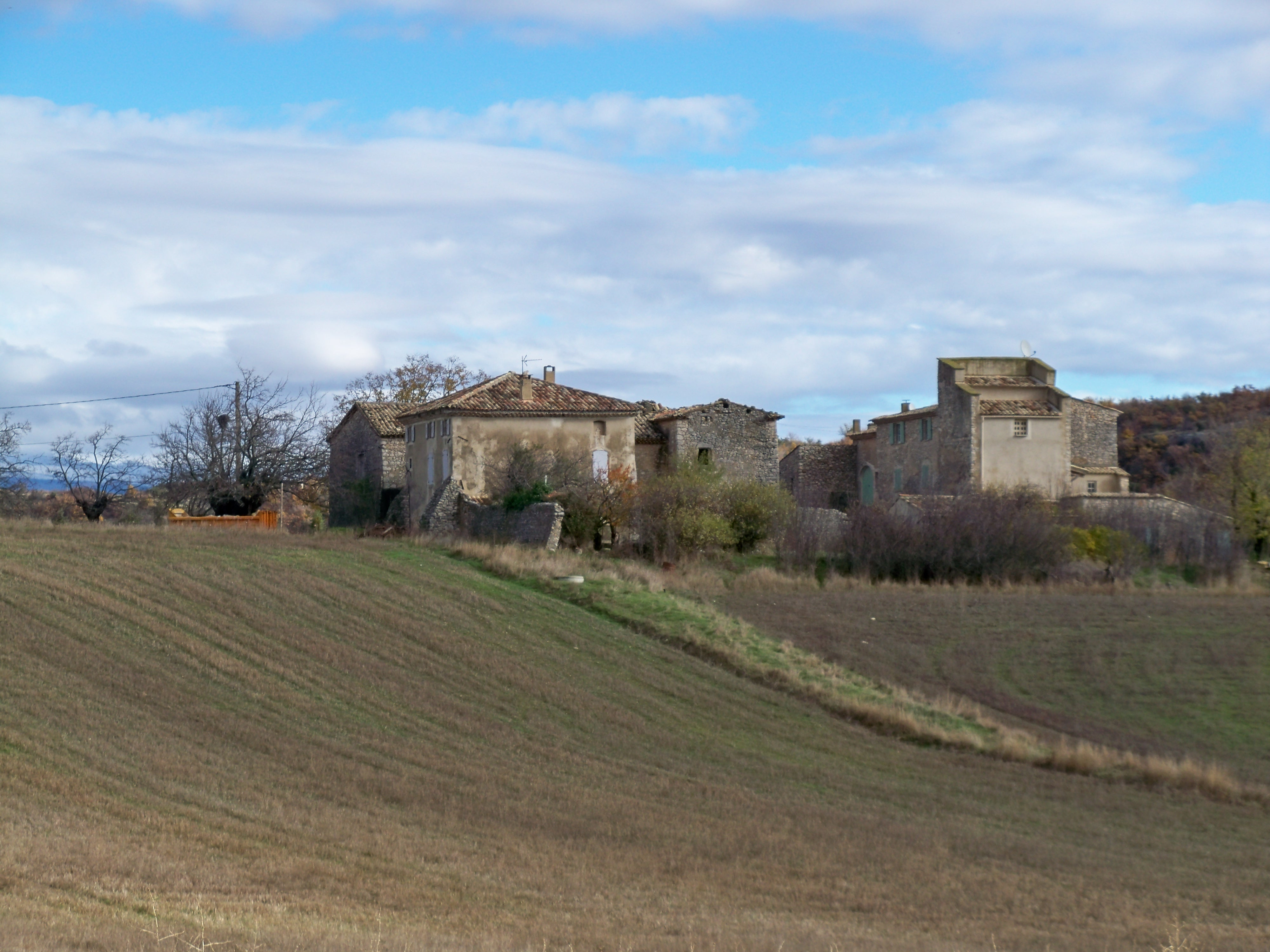
Maison à terre à Simiane-la-Rotonde avec son pigeonnier

Compartimenté dans le sens de la longueur, ce type de maison représente un stade d'évolution plus avancé que la « maison en hauteur ». Il est caractéristique de l'habitat dispersé qui se retrouve dans la basse vallée du Rhône, dans celle de la Durance et plus ponctuellement dans les vallées annexes comme celle du Calavon. C'est l'habitation traditionnelle des pays de « riche culture ».
Ce type de maison est divisé en deux parties très distinctes dans le sens de la longueur. Le rez-de-chaussée est occupé par une salle commune dans laquelle est intégrée la cuisine. Très souvent se trouve à l'arrière un cellier contenant la réserve de vin et une chambre. Un étroit couloir, qui permet d'accéder à l'étage, sépare cet ensemble de la seconde partie réservée aux bêtes. Celle-ci se compose, dans la plupart des cas, d'une remise qui peut servir d'écurie et d'une étable. L'étage est réservé aux chambres et au grenier à foin qui correspond par une trombe avec l'étable et l'écurie.
À cet ensemble, s'ajoutaient des annexes. Une des principales était la tour du pigeonnier, mais la maison se prolongeait aussi d'une soue à cochons, d'une lapinière, d'un poulailler et d'une bergerie.
Alors qu'aucune maison en hauteur ne disposait de lieu d'aisance, même en ville, la maison à terre permet d'installer ces « lieux » à l'extérieur de l'habitation. Jusqu'au milieu du XXe siècle, c'était un simple abri en planches recouvert de roseaux (canisse) dont l'évacuation se faisait directement sur la fosse à purin ou sur le fumier.
La construction d'un tel ensemble étant étalée dans le temps, il n'y avait aucune conception architecturale préétablie. Chaque propriétaire agissait selon ses nécessités et dans l'ordre de ses priorités. Ce qui permet de voir aujourd'hui l'hétérogénéité de chaque ensemble où les toitures de chaque bâtiments se chevauchent généralement en dégradé. 

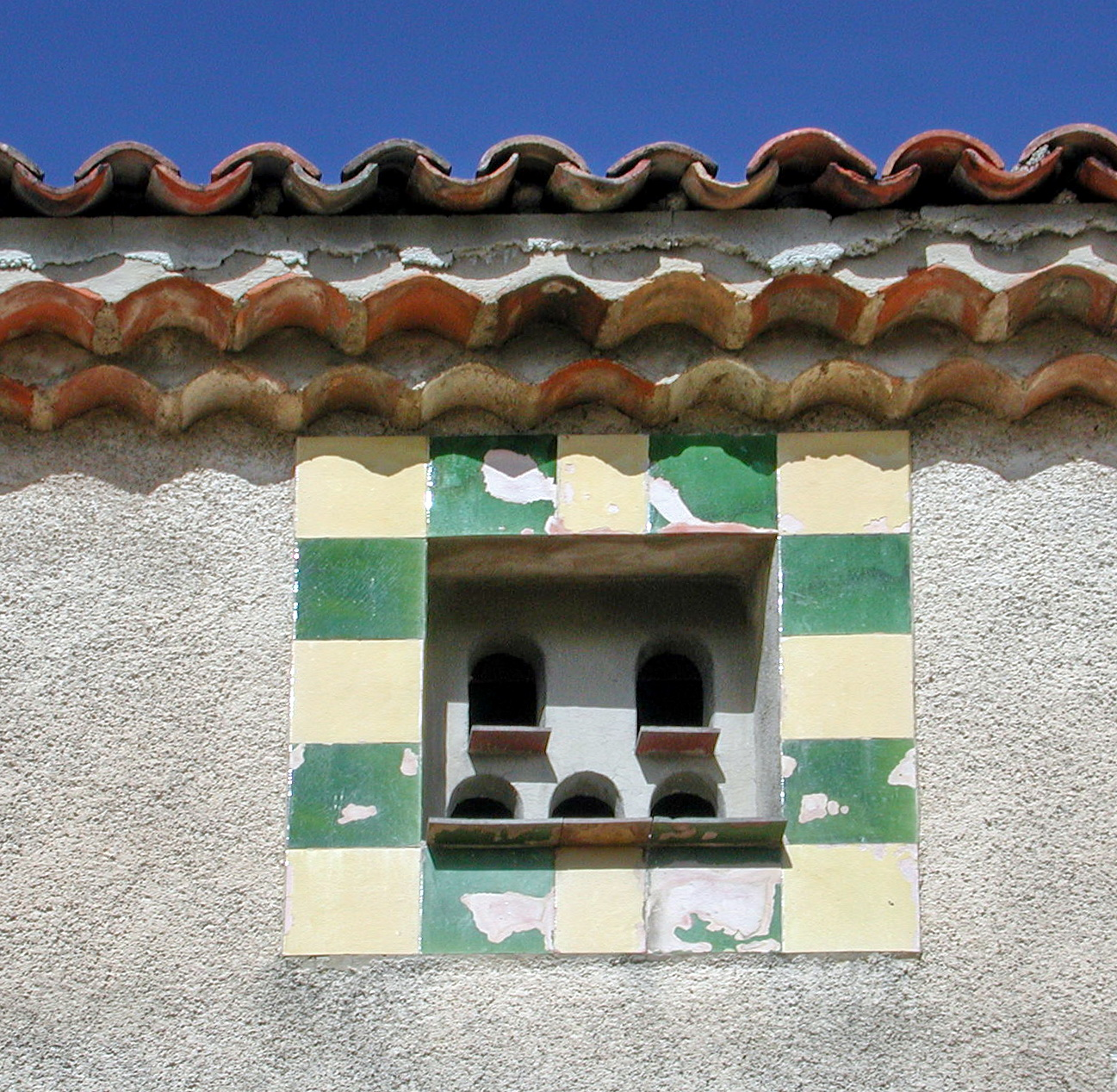
À Mons, au château d'Esclapon-Bas, carreaux vernissés protégeant l'entrée du pigeonnier contre les rongeurs

Chaque maison se personnalisait aussi par son aménagement extérieur. Il y avait pourtant deux constantes. La première était la nécessité d'une treille toujours installée pour protéger l'entrée. Son feuillage filtrait les rayons de soleil l'été, et dès l'automne la chute des feuilles permettait une plus grande luminosité dans la salle commune. La seconde était le puits toujours situé à proximité. Il était soit recouvert d'une construction de pierres sèches en encorbellement qui se fermait par une porte de bois, soit surmonté par deux piliers soutenant un linteau où était accrochée une poulie permettant de faire descendre un seau. L'approvisionnement en eau était très souvent complété par une citerne qui recueillait les eaux de pluie de la toiture.

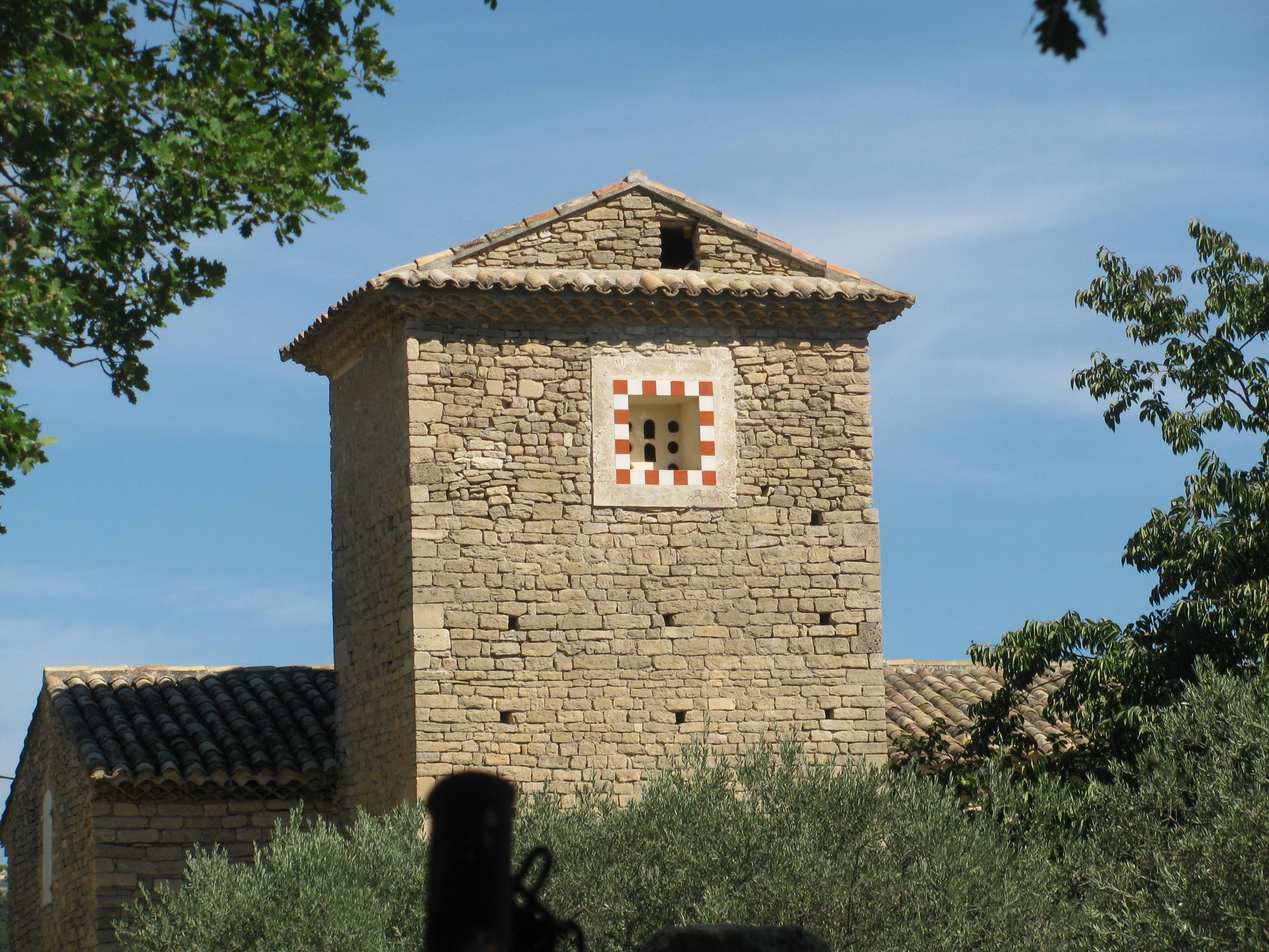
Pigeonnier du prieuré Saint-Germain à Faucon

Le pigeonnier devint, après la Révolution la partie emblématique de ce type d'habitat puisque sa construction signifiait la fin des droits seigneuriaux, celui-ci étant jusqu'alors réservé aux seules maisons nobles. Il était soit directement accolé à la maison mais aussi indépendant d'elle. Toujours de dimension considérable, puisqu'il était censé ennoblir l'habitat, il s'élevait sur deux étages, le dernier étant seul réservé aux pigeons. Pour protéger ceux-ci d'une invasion de rongeurs, son accès était toujours protégé par un revêtement de carreaux vernissés qui les empêchait d'accéder à l'intérieur.

### Maison à cour

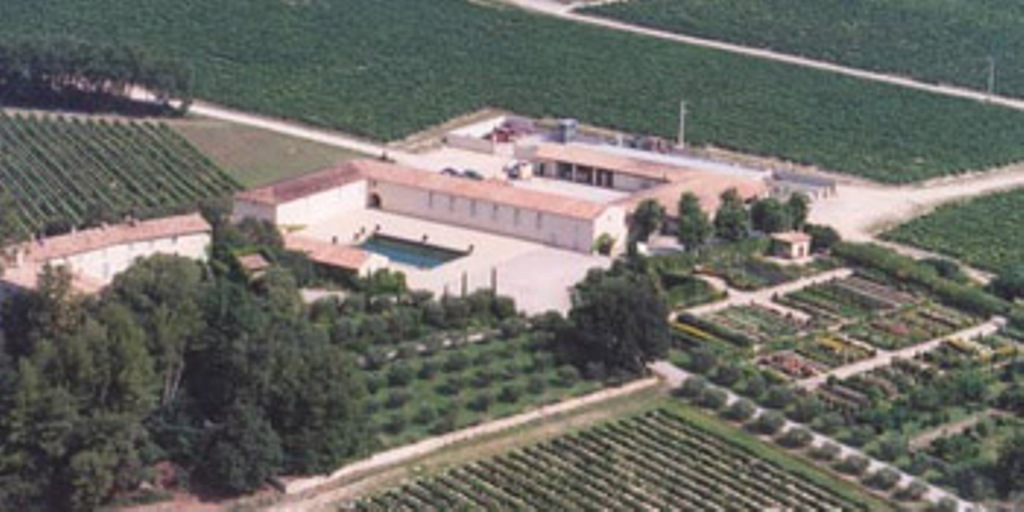
Château de Val Joanis, à Pertuis, exemple de maison à cour ouverte en façade

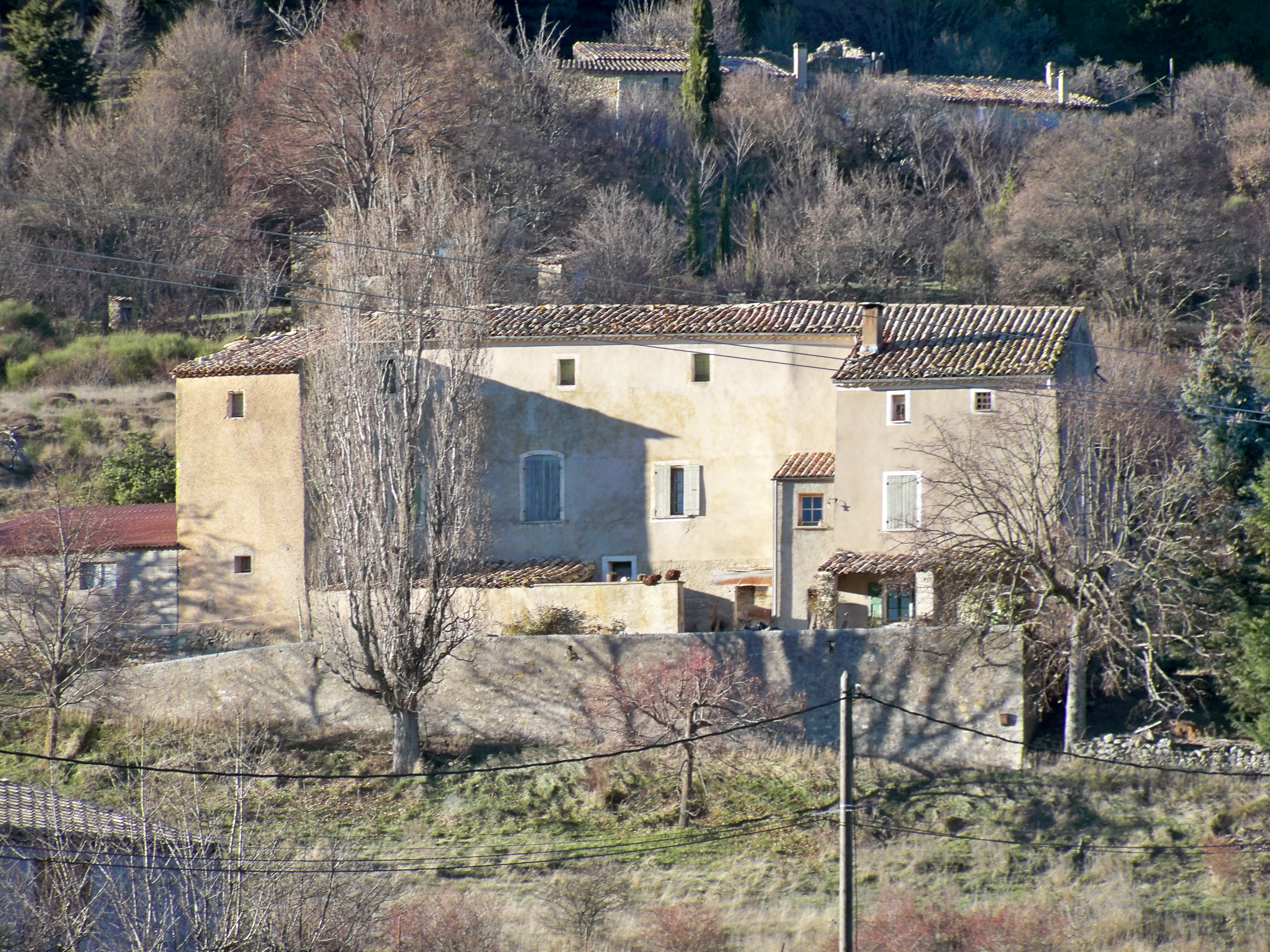
À Aurel, maison à cour au hameau des Crottes

Ce type d'habitation est composé de bâtiments et de dépendances ordonnés autour d'une cour centrale. Cet ensemble est caractéristique des grands domaines céréaliers et prend souvent l'aspect d'un château avec des murs flanqués d'échauguettes et des tours d'angle. Il est adapté à une vie agricole où le climat n'impose pas une grange pour engranger les javelles de blé avant le dépiquage, celui-ci ayant lieu aussitôt les gerbes coupées sur l'aire de terre battue. Dans ce mode culturel, les grains sont entrés en sacs dans une remise tandis que les moissonneurs élèvent les meules de paille avec comme seule protection contre la pluie un mélange de poussier et de terre glaise. Seul est rentré le fourrage.
Cette structure agraire, rare en Provence, se trouve uniquement cantonnée dans la plaine d'Arles, dans le Luberon, dans la vallée de la Durance, avec une concentration du côté de Manosque, dans le pays d'Aix et la région des Maures.

### Maison à tours

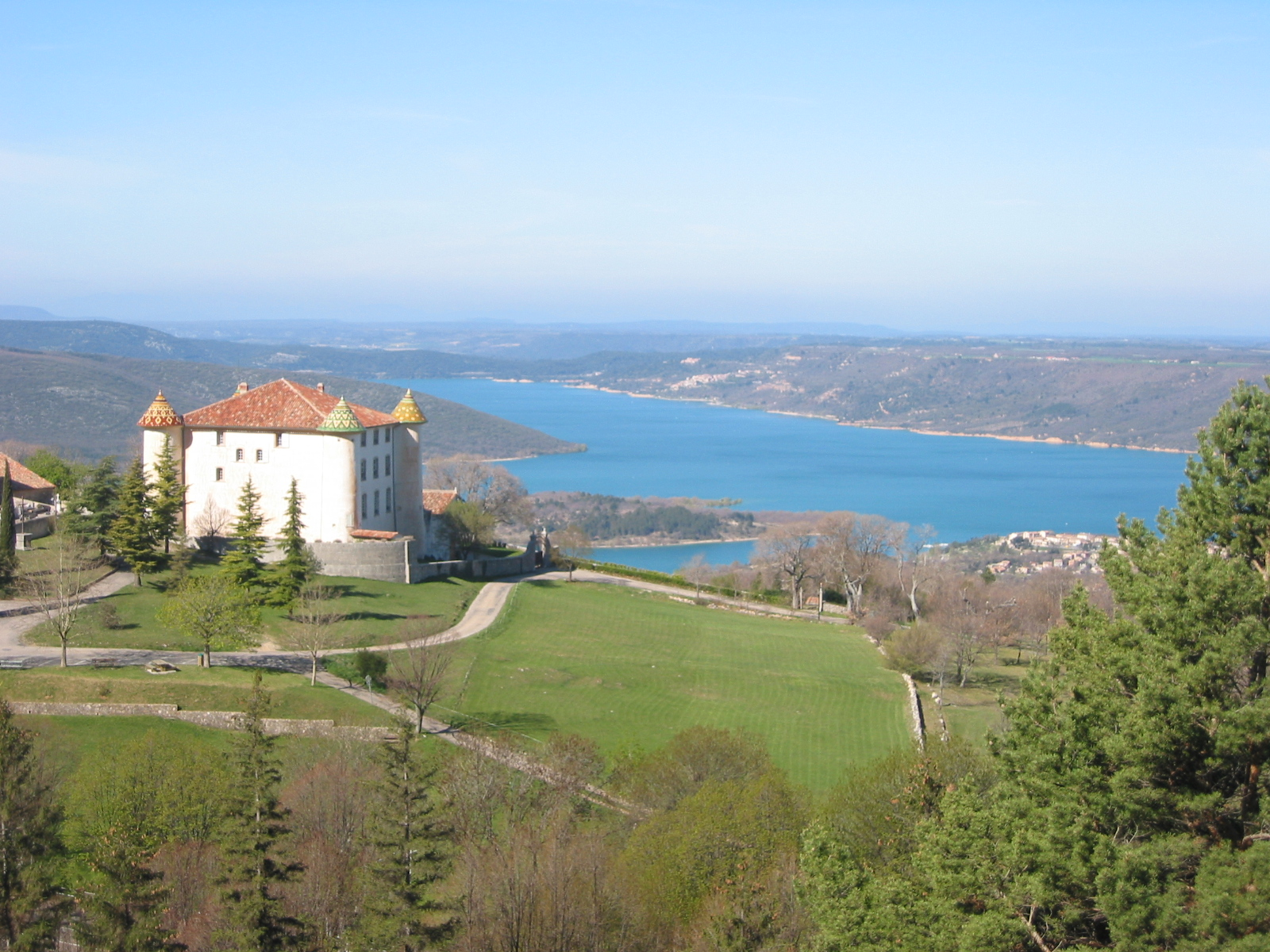
Château d'Aiguines, maison à quatre tours dominant le lac de Sainte-Croix

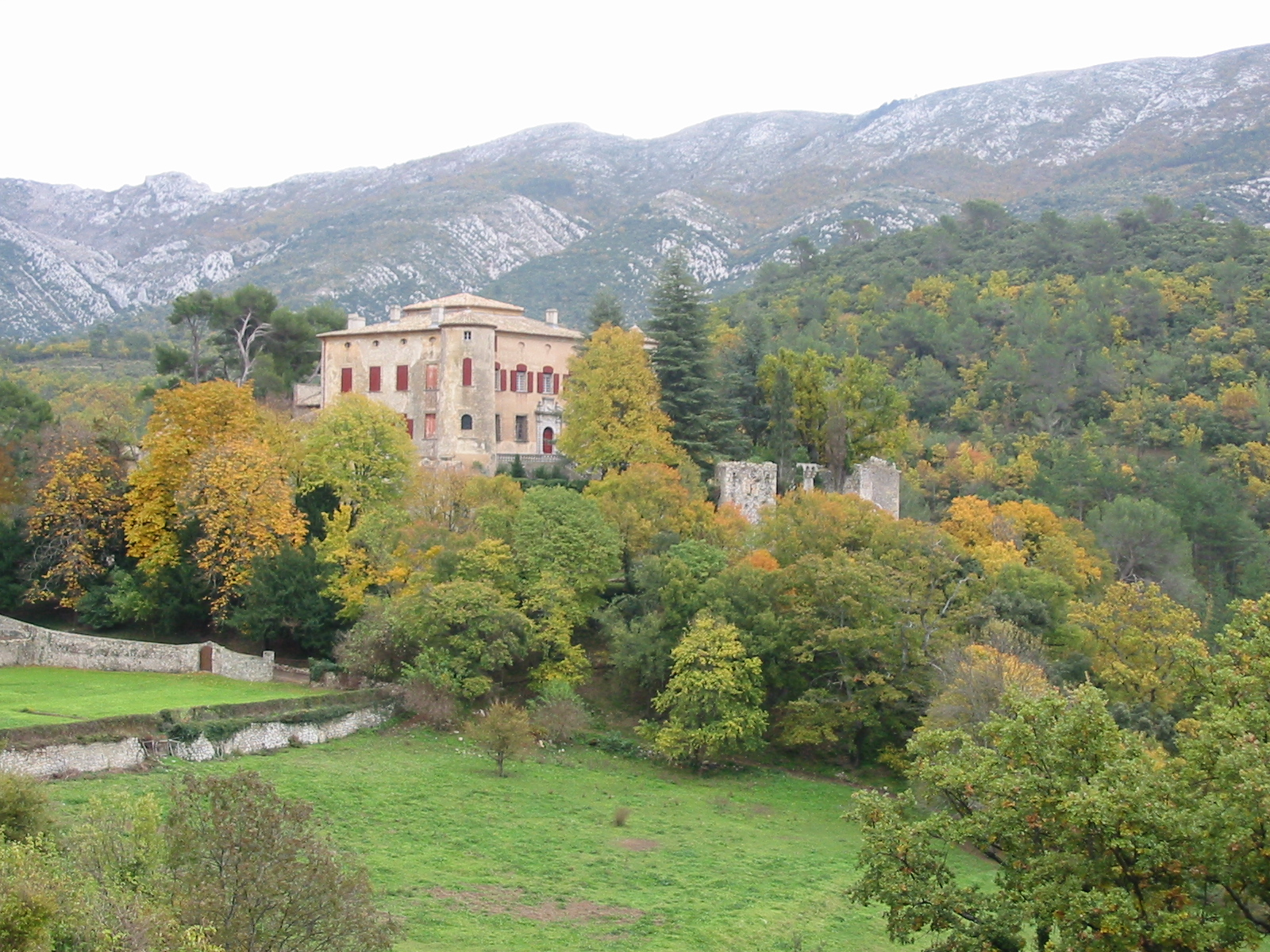
Château de Vauvenargues flanqué de ses deux tours en façade

C'est le style des grandes maisons seigneuriales qui va traverser les siècles même après la Renaissance. Il s'agit de bâtisses isolées, avec ou sans cour intérieure, dont la façade est flanquée de deux tours ou qui est protégée par quatre tours d'angle. 
En Camargue, l'architecture s'est faite plus modeste puisque ces maisons fortes se contentent, le plus souvent, des seules échauguettes ou d'un tour dominant la toiture.
La fortification des maisons de campagne est une pratique fort ancienne. Elle se retrouve, dès le haut Moyen Âge, avec le castellum dont celles de Provence reprennent le plan avec ses tours d'angle. C'est un héritage romain puisque nombre de villæ rusticæ furent protégées par des tours, de la Tunisie à la Rhénanie. Et cette tradition remonte sans doute plus en avant quand on fait la comparaison avec l'Afrique berbère et le ksar saharien fortifié par ses quatre tours.

### Cabanon

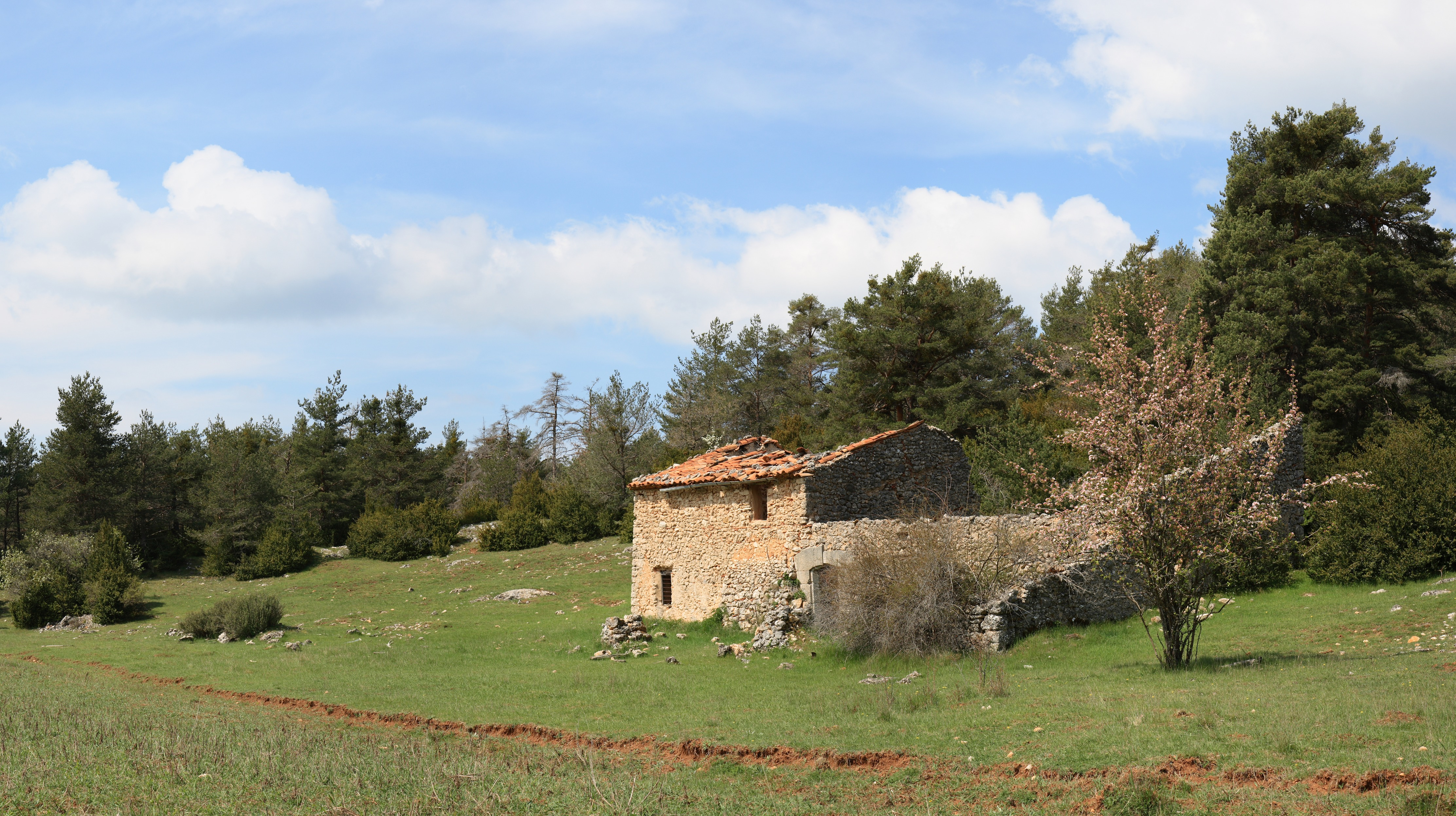
Cabanon avec enclos pastoral abandonné à La Palud-sur-Verdon

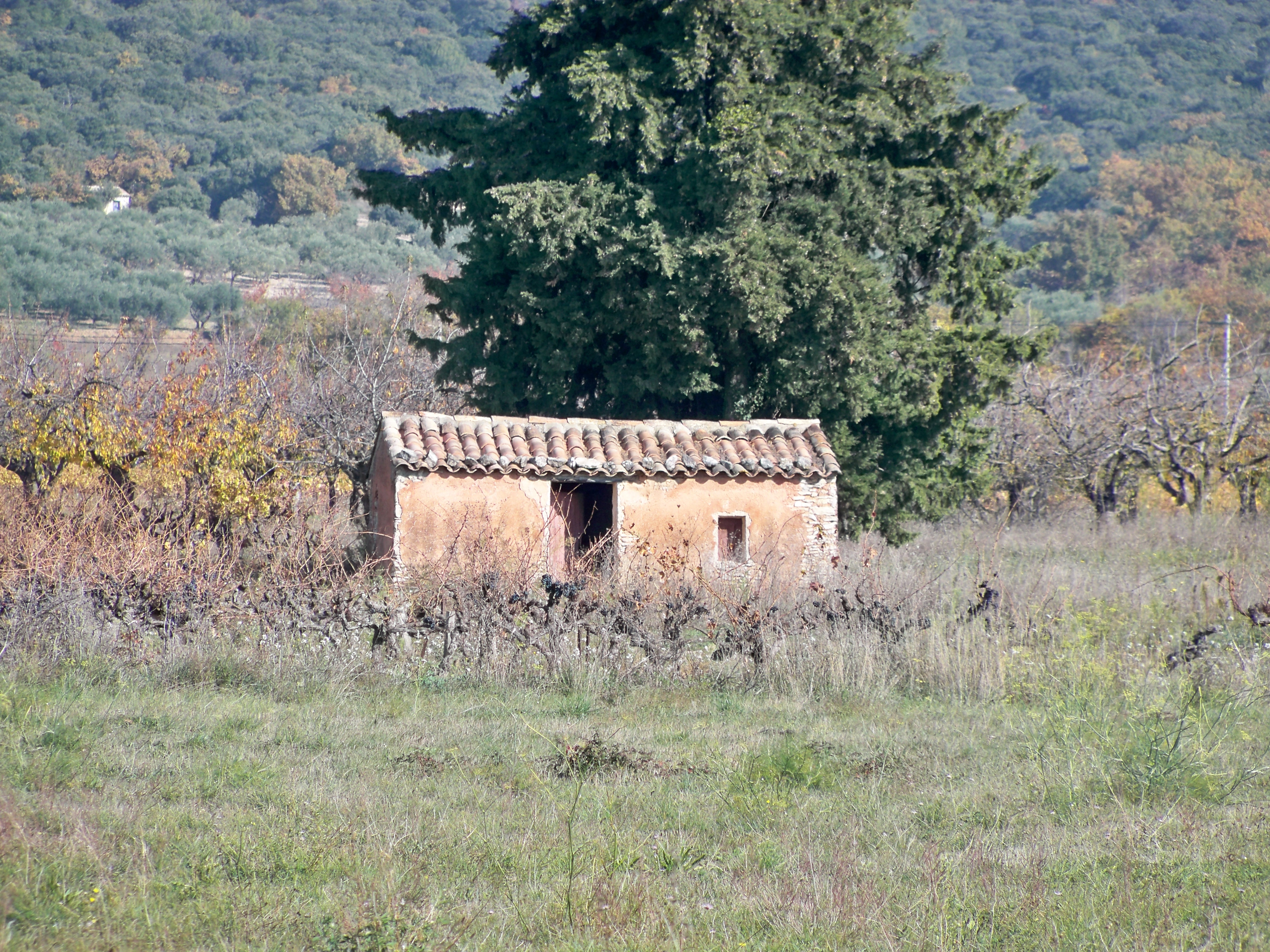
Dans le Vaucluse, vieux cabanon sous son cyprès

L'existence de cette « maisonnette des champs » est toujours liée à une activité agricole qui contraint le paysan à rester éloigné de sa résidence habituelle. Dans son étude sur l'habitat rural, Fernand Benoit envisage à la fois le cas du pastoralisme et celui de la sédentarité. Pour le premier, la transhumance, qui permet aux troupeaux d'estiver dans les alpages, implique l'usage d'un habitat sur place de « type élémentaire » pour le berger. Suivant le lieu, il rend l'aspect d'un jas en pierre sèche, d'une cabane édifiée en matériaux composites, le plus fréquemment en pierre et en bois, le chalet totalement en bois, etc. Ce refuge lui sert à la fois d'abri et de laiterie.
Pour le paysan sédentaire, c'est l'éloignement de ses cultures qui impose un habitat aménagé près de son champ ou de sa vigne. Dans ce dernier cas, le cabanon correspond à une cabane de vignes où sont entreposés outillage, matériel à traiter et produits de traitement. C'est de plus un véritable habitat saisonnier qui est utilisé lors des travaux de longue durée dans le vignoble : ébourgeonnage, taille en vert, sulfatage et vendanges.
Ces cabanons, qui se trouvent à l'orée ou au centre du champ ou de la vigne, avaient aussi un rôle d'affirmation sociale pour le paysan. Ils étaient considérés comme « le signe de la propriété sur une terre qu'il entendait distinguer du communal ».

### Borie

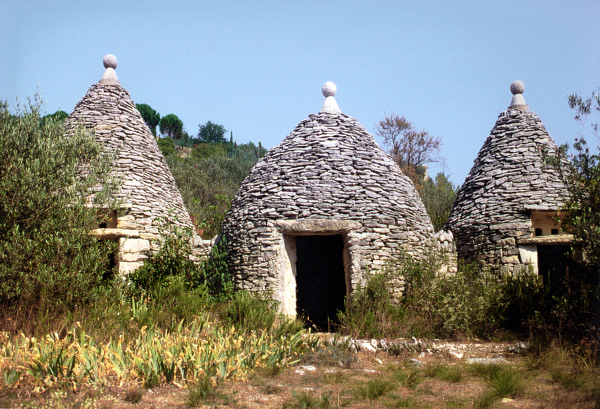
Pigeonniers et cabane en pierre sèche en plein champ à Gordes, les trois soldats

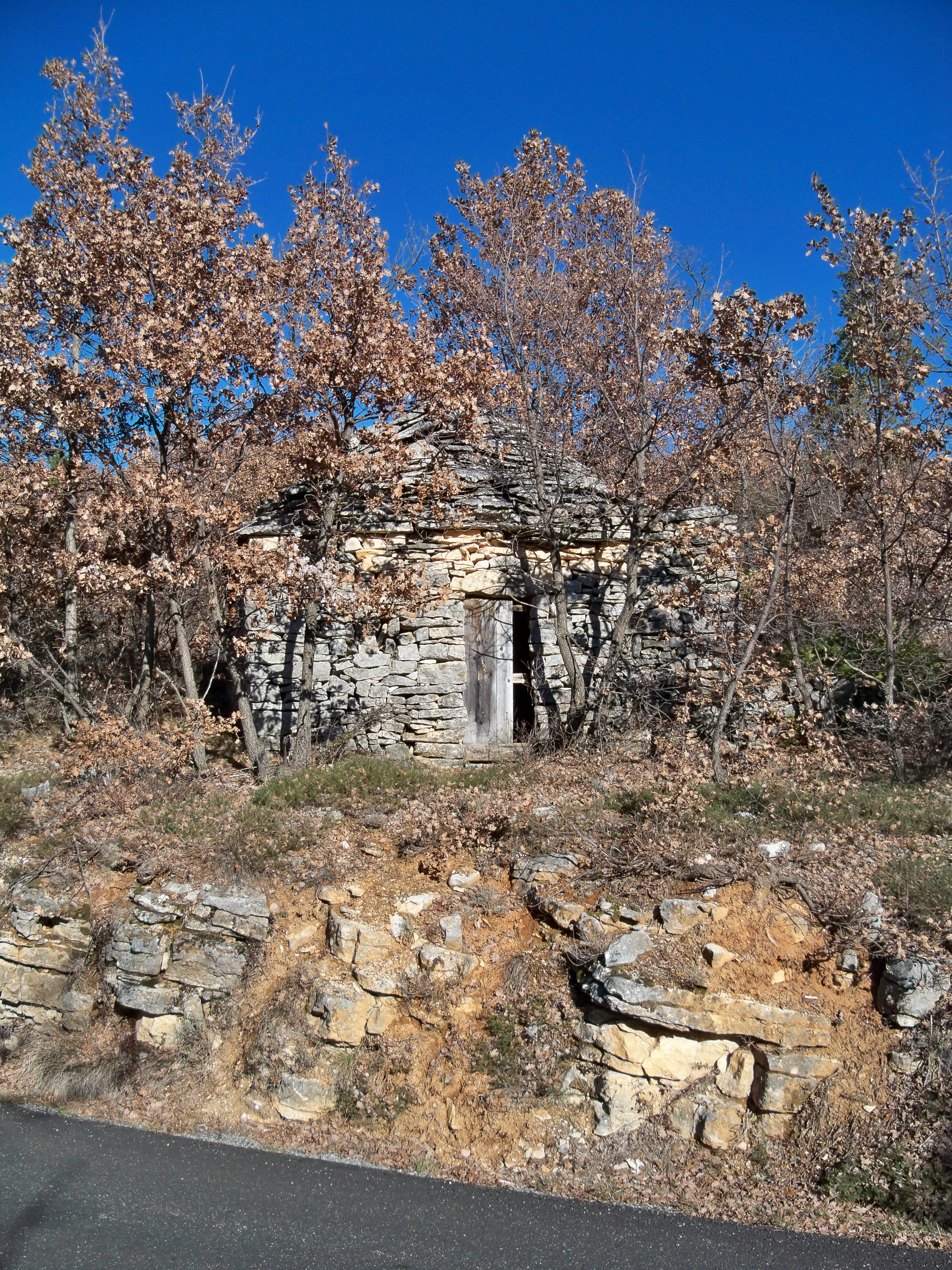
Cabanon pointu à Lardiers envahi par des chênes blancs

On nomme ainsi en Provence une cabane de pierre sèche. Le terme de borie est issu du latin boria - déjà référencé dans le quartier Borianum d'Arles - et s'orthographie bori en provençal. Elle est aussi dénommée cabanon pointu dans la région de Forcalquier (Alpes-de-haute-Provence) et celle d'Apt (Vaucluse). Ce type de construction réalisé uniquement en pierres sèches, permettait au paysan de serrer ses instruments agricoles, d'entreposer provisoirement sa récolte et, au besoin, d'y passer la nuit. La borie était donc une annexe temporaire ou saisonnière de l'habitation permanente. Certaines, dans le département de Vaucluse ont abrité des cuves vinaires rupestres principalement sur les terroirs viticoles correspondant aux Luberon (AOC) et Ventoux (AOC).
Ce type de construction en pierre sèche, qui est lié à la construction et l'épierrage des champs, se retrouve autour de la Méditerranée : (trulli dans les Pouilles, casite ou hiske dans l'Istrie, caselle en Ligurie, et les différentes cabanes agricoles ou pastorales en Crète et en Espagne). En Provence, il est courant dans les régions montueuses, de plateaux secs, des coteaux travaillés en restanques. Les bories se retrouvent dans les départements des Alpes-de-Haute-Provence, des Alpes-Maritimes, des Bouches-du-Rhône, du Var et de Vaucluse. Sur la rive droite du Rhône, en Languedoc, elles se retrouvent sous le nom de capitelles.

### Chaumière camarguaise

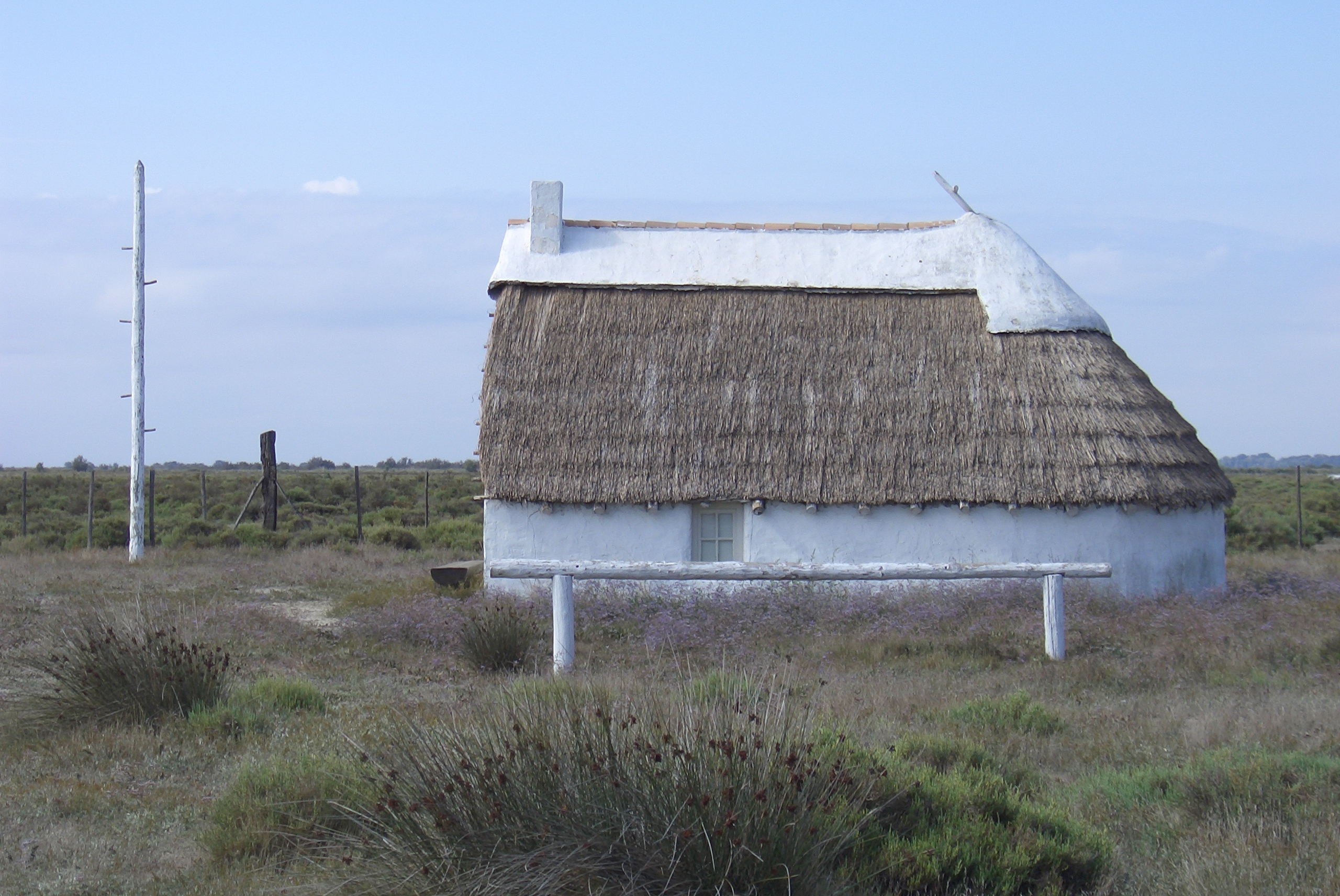
Chaumière camarguaise, dite cabane de gardian

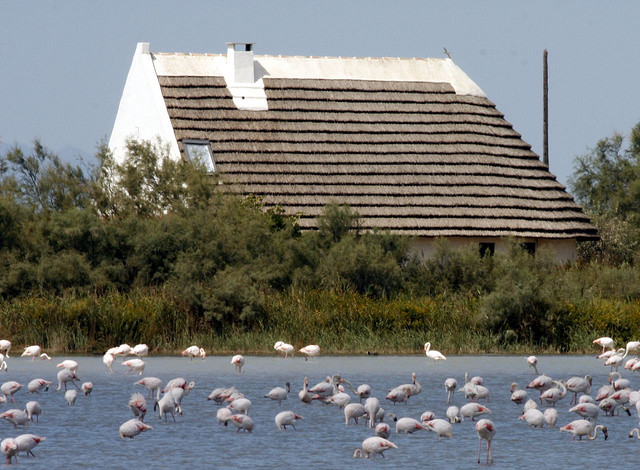
Maison à la gardiane (deuxième moitié du XXe siècle) et flamants.

La chaumière de Camargue est une habitation en matériau périssable destinée au prolétariat agricole et ouvrier. Pour leur construction, ce sont les roseaux des marais, la sagne, qui sont utilisés. À Salin-de-Giraud, elles ont formé une véritable agglomération . Les ouvriers sauniers étaient logés dans vingt-deux chaumières dont l'abside était tournée vers le Nord-Ouest pour résister aux vents dominants.

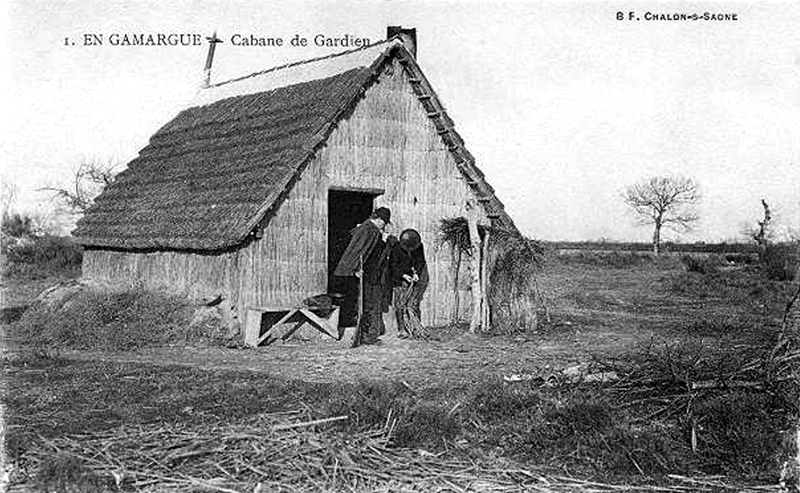
Cabane de gardian construite en bois et couverte de roseau, début du XXe siècle.

La pierre de taille n'est utilisée que pour édifier le pignon sur lequel s'appuie la cheminée. L'intérieur d'une chaumière est toujours composé de deux pièces séparées par une cloison dénommée méjean. Elle sépare la chambre à coucher de la pièce commune. Le plus souvent existe à l'extérieur un auvent qui permet d'installer une table et des bancs. C'était un lieu de travail pour le pêcheur ou le gardian qui y résidait (réparation de filets ou fabrication de longes et de licols pour le cheval).

## Toitures

### Supports
À l'exception d'une part, de la Camargue et de la Crau, et, d'autre part, de la Provence alpine, l'architecture rurale de la Provence n'a presque pas utilisé, pour soutenir les couvertures, de charpentes très élaborées. La quasi-totalité des maisons provençales n'ont qu'une série de pannes qui prennent appui sur les murs extérieurs ou sur les murs de refend et qui reçoivent les chevrons.

### Matériaux de couverture

#### Tuile canal

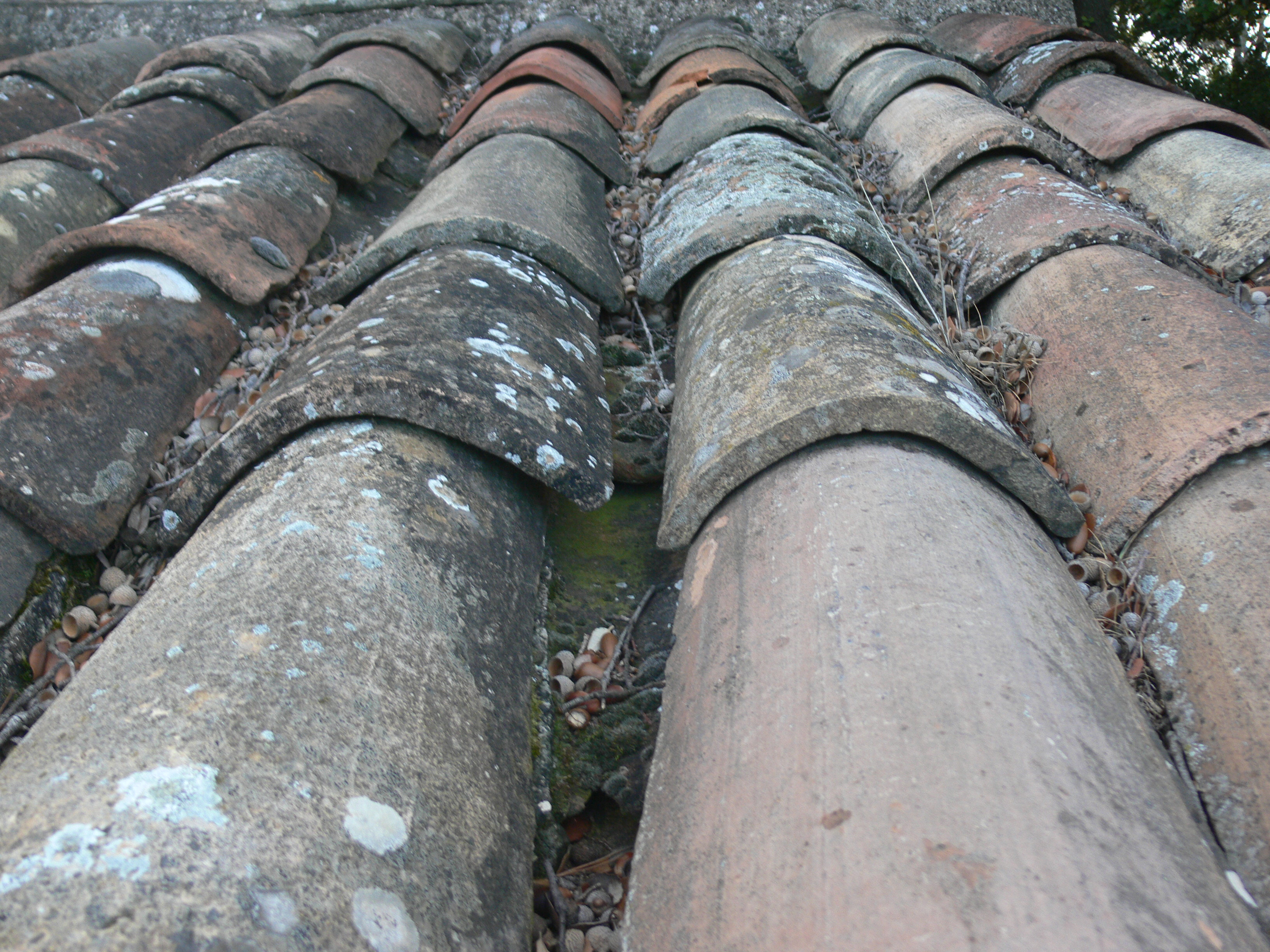
Tuiles canal au domaine des Treilles à Tourtour

En Provence, les tuiles classiques sont désignées le plus souvent comme tuile canal, soit encore comme tuile ronde, creuse ou méditerranéenne. De courant et de couvert, posées sur des chevrons triangulaires, puis généralement vers 1850 dans nos vieilles maisons de village, maçonnées sur des mallons de couvert 14X21cm (prisés maintenant pour leur bel aspect en carrelage traités à l'huile de lin et à l'essence de térébenthine), on trouve la tuile ronde de différentes fabriques ; les plus anciennes façonnées sur les jambes familiales, on les reconnait car on distingue encore l'empreinte du genou. Depuis les années 1980, on les colle sur des plaques sous tuiles (PST), on trouve aussi plusieurs systèmes de pose. Sur nos couvertures, suivant la cuisson et les différentes argiles utilisées, les nuances de ces vieilles tuiles offrent un décor inimitable.

#### Tuile plate
ou tuile marseillaise en terre cuite moulée, 20 cm X 40 cm emboîtées et attachées 1 sur 5 par du fil de fer sur les tasseaux de bois, très répandues dans le sud de la France, elles offrent une très bonne résistance au mistral, et une bonne étanchéité de par leur conception.

#### Matériau minéral

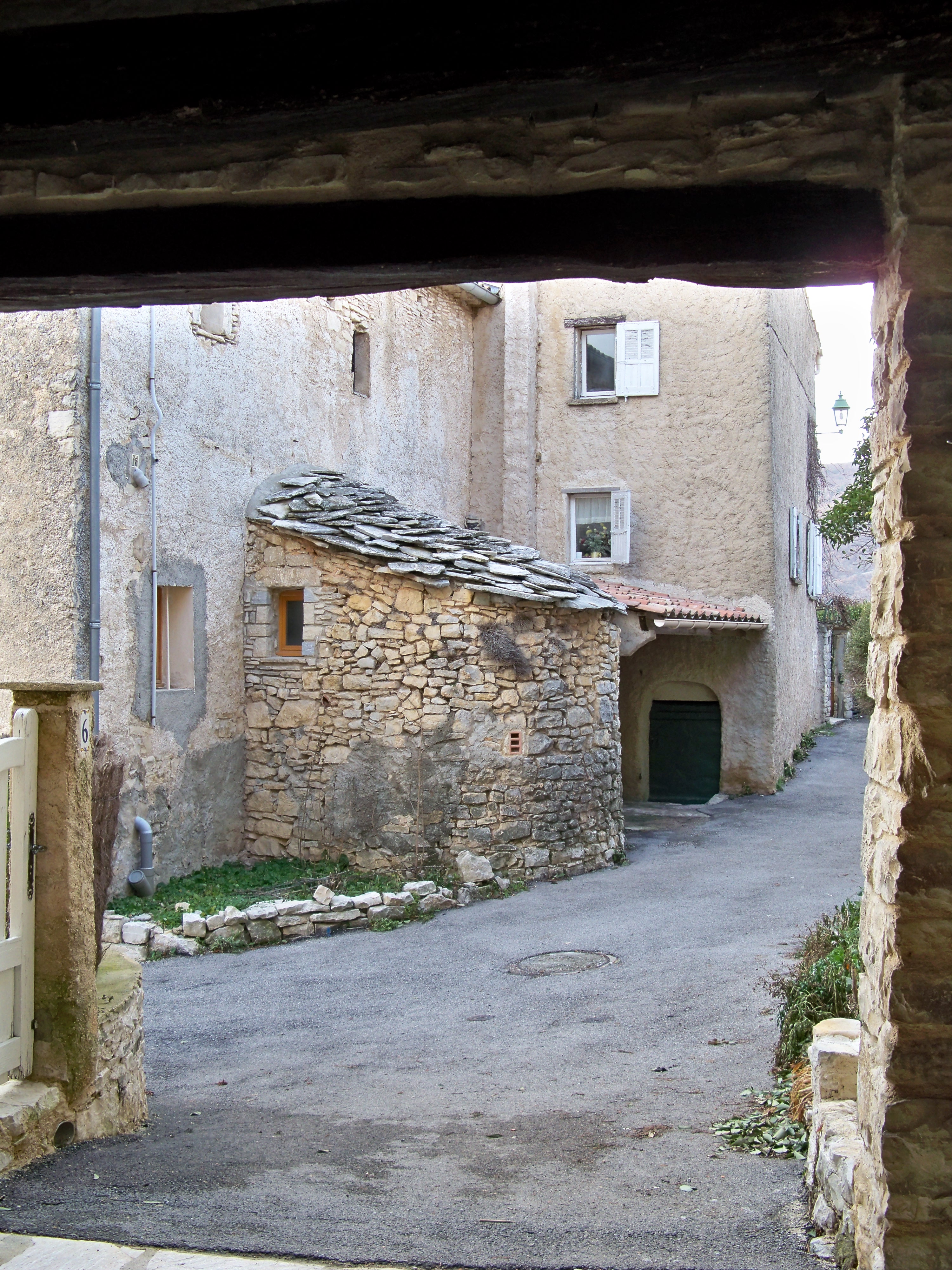
Toit en lauze - pierre plate - à L'Hospitalet

Les lauzes sont des matériaux de couverture traditionnels au même titre que le chaume. La fonction principale d'un toit restant la protection contre l’eau de la  pluie, les lauzeurs doivent donc parvenir à faire couler l’eau sur les lauzes en évitant toute infiltration intérieure. Par expérience, ils « sont en mesure de trouver le juste équilibre entre chevauchement des lauzes  et l’économie dans l’utilisation de la matière ». En effet, si un chevauchement plus large garantit l’étanchéité, il utilise plus de matériaux. Or la lauze est un « matériau très lourd, exigeant une charpente solide capable de supporter son poids (pouvant peser jusqu'à 500 kg/m²) ».

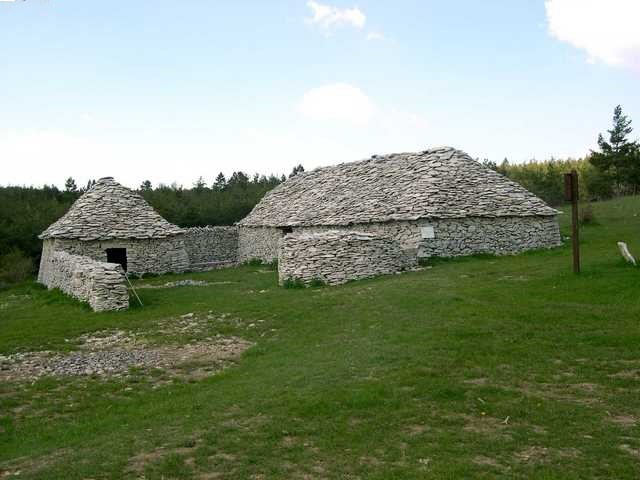
Bergerie dite du Jas des Terres de Roux à Redortiers

En haute Provence, par tradition le couvreur répand « sur l’extrados une couche de petites pierres et d'argile mêlées », ce qui permet une meilleure stabilité ainsi qu'une bonne répartition du poids sur les claveaux. Ce type de construction se retrouve dans la montagne de Lure, des bergeries en pierre de la fin du XIXe siècle ont une couverture de lauses sur voûte clavée en berceau. De plus, en pratiquant ainsi, le couvreur évite que le bout apparent des claveaux ne vienne poinçonner les lauzes qui les recouvrent.
À Viens, dans le Vaucluse, subsistent quelques anciennes granges à grain des XVIIe, XVIIIe et XIXe siècles, bâtiments rectangulaires allongés, en maçonnerie liée au mortier de chaux, à la toiture à deux pentes couvertes en lauzes calcaires sur une voûte clavée en berceau.

#### Matériau végétal

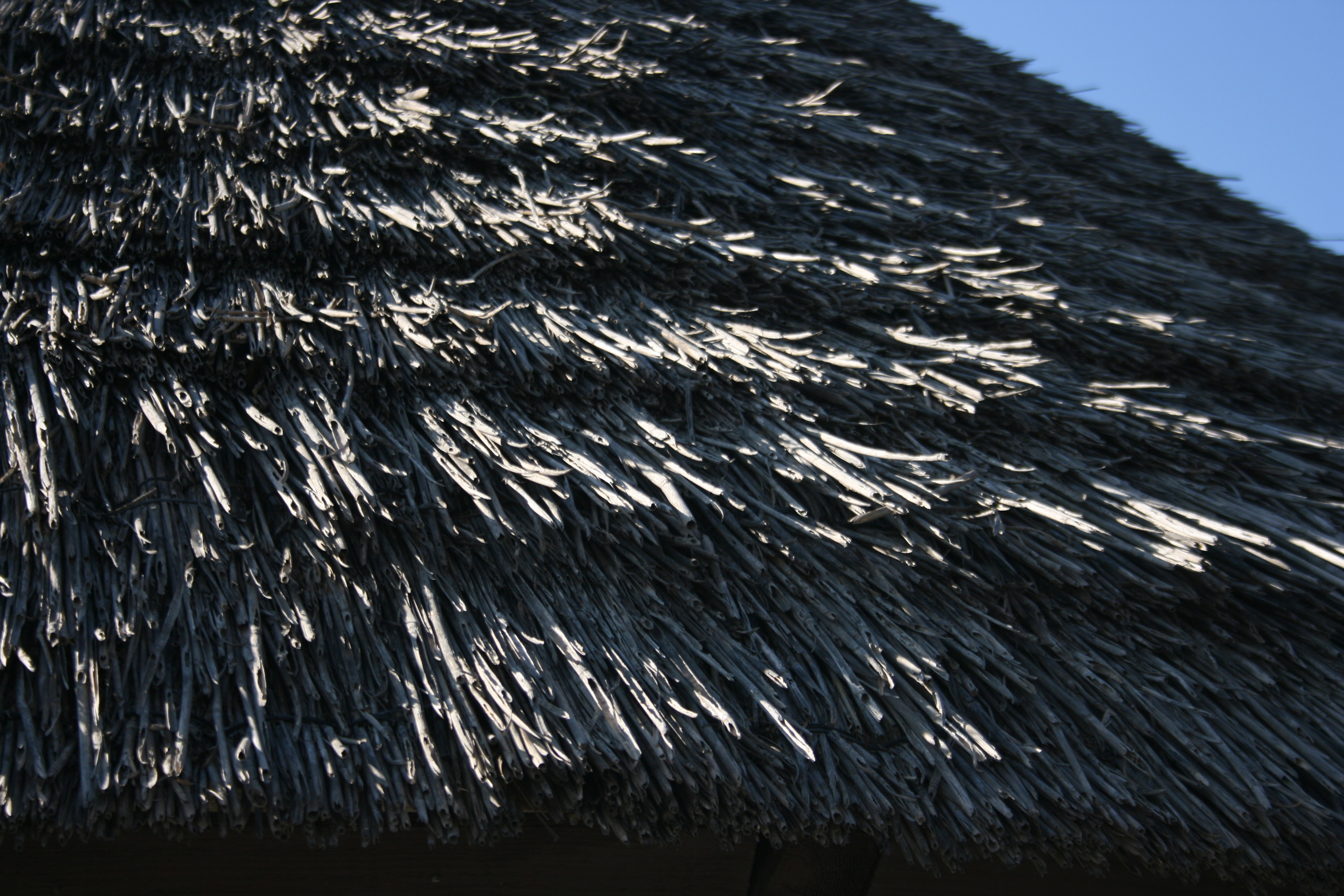
Toit de chaume à Salin-de-Giraud

La couverture de la cabane de gardien de manade est faite de rangées de javelles (manoun ou manon) de roseau des marais (sagno ou sagne) posés sur des lattes (coundorso ou condorse). Pour obtenir une meilleure étanchéité, une rangée de tuiles canal scellées au mortier vient souvent coiffer le faîtage, et un enduit de mortier à la chaux (cacho-faio) est appliqué le long de ce dernier, formant une chemise (camiso) ou chape. Celle-ci a aussi comme avantages de réfléchir, par sa blancheur, les rayons du soleil, de protéger du vent le sommet de la toiture en le caparaçonnant et de réduire les risques d'incendie liés à la présence du conduit de cheminée.

## Cave
En haute Provence, les maisons traditionnelles possèdent une « cave » qui est le plus souvent, sinon toujours, au premier niveau : « Il s’agit d’un espace de rangement sans fenêtre, qui se distingue donc de la cave enterrée classique, reconnue en haute Provence comme une « crotte ».